# 帰ってきたウルトラマンの登場怪獣
- 帰ってきたウルトラマン > 帰ってきたウルトラマンの登場怪獣
- ウルトラ怪獣一覧 > 帰ってきたウルトラマンの登場怪獣

帰ってきたウルトラマンの登場怪獣（かえってきたウルトラマンのとうじょうかいじゅう）は、特撮テレビドラマ『帰ってきたウルトラマン』に登場する架空の怪獣、宇宙人、ロボット、その他の生物の一覧。
第1クールに登場した怪獣のほとんどは、スケジュール的な都合から脚本に先行してデザインされたことからその容姿に物語上の必然性は希薄であったが、中盤以降はプロデューサーの熊谷がデザインを兼務したことから、劇中におけるデザインの必然性も強まっていった。

## オイル怪獣 タッコング
第1話「怪獣総進撃」、第2話「タッコング大逆襲」に登場。
たび重なる異常気象や、地殻変動の影響で目覚めた怪獣。郷秀樹の命を奪った元凶でもある。その名の通りタコの怪獣であり、タコのような吸盤が付いた赤黒い皮膚が丸い巨躯一面を覆っている。本物のタコのような8本の触腕は持たず、爬虫類のような頭部と、2本の短い脚、吸盤付きの小さな手が2本、タコの触手状の尾が1本付いている。オイルやガソリンなどの油類を常食とし、口から体内に蓄積されたオイルを噴射する。炎には強く、海底では戦闘力・活動力がさらに強化される。
第1話
東京湾に出現し、同時に現れたザザーンと共に勝鬨橋付近の沿岸部を破壊する格闘を展開する。ザザーンを倒した直後、全身が謎の発光に包まれ、海中へ逃走した。
第2話
海中でMATのミサイルを受け、怒って潜水艇・マットサブを跳ね飛ばす。その後、常食のオイルを狙って海底輸送パイプを襲うものの、MATの反撃を受けて手負いとなったまま、石油コンビナートへ上陸して甚大な被害をもたらした。最後はウルトラマンジャックと戦って腕をもぎ取られ、スペシウム光線で粉々に吹き飛んだ。
- スーツアクター：遠矢孝信（ノンクレジット）[12][7]
- デザインは池谷仙克が担当した[出典 4]。タコの特徴である触手状の足を排し、吸盤が球体状の全身に羅列している[14]。池谷は丸まって転がるようになればいいと思い、吸盤のみを頂いたという[15]。池谷は中に人が入っていることを感じさせないよう努力したと述べている[16][15]。造形は安丸信行。
- 着ぐるみは当初東宝特殊美術部で制作されたが、丈夫すぎて動きにくかったため、開米プロダクションで軽量化などをして改造された[出典 5]。改修前はデザイン画に忠実に顔の周りにも吸盤が存在していた[16]。また、ヘルメットを頭に被っていたが、撮影が長引いて、動いているうちに、真ん丸から三角のように形が変わったという[19]。
- 第10話で名前を挙げられるまで、劇中で「タッコング」の名は呼称されていない。

### 『ウルトラマンタイガ』に登場するタッコング
『ウルトラマンタイガ』第22話「タッコングは謎だ」に登場。
長い間、ギーストロンを封印していた海の化身だが年老いたためにギーストロンを抑え込む力を失い、シンジの予言通り世田原湾沿岸に現れるとタイガに助けを求め、ともにギーストロンを倒すとシンジとともに海に帰っていった。武器は口から吐くタッコングファイヤー。必殺技はタッコングファイヤーボール。
- スーツアクター：新井宏幸[21]
- スーツは新規に造形された[22]。内部から顔を動かすギミックが備わっている[22]。
- 監督を務めた辻本貴則はタッコングが好きだったことから、スーツが新造されたことを聞いて、他の監督に取られないよう脚本を担当した柳井祥緒へ早々にプロットを依頼したという[22][注釈 3]。柳井はタッコングありきの着想でうまく落とし込めたと述べている[22]。また、当初柳井はギーストロンともども正体を謎のままとし、それがサブタイトルの由来にもなっていたが、チーフプロデューサーの北浦嗣巳から「オチがほしい」と要望され、人類に警鐘を鳴らす存在であることが描写された[22]。
- 吸盤や透明化などの新能力は、タコの要素を活かしている[22]。
- タイガとの共闘シーンでは『帰ってきたウルトラマン』のBGMを用いている[22]。

### 『ウルトラマンZ』に登場するタッコング
『ウルトラマンZ』第23話「悪夢へのプレリュード」に登場。
ウルトロイドゼロの起動に反応して鶴賀湾から暴走状態で出現。暴走状態の影響で口から放射する猛烈な火炎タッコングファイヤーと異様なパワーでゼットを襲う。

### その他の作品に登場するタッコング
- 映画『大怪獣バトル ウルトラ銀河伝説 THE MOVIE』では、ベリュドラの右腕を構成する怪獣の1体となっている[26]。
- 映画『ウルトラマンサーガ』では、バット星人に怪獣墓場から連れ出されてウルトラマンゼロやウルトラマンコスモスと戦い、ルナモードのフルムーンレクトでおとなしくなるも、最後は共にバット星人に処刑される怪獣として登場が予定されていたが、実際の作品では、ゴメス(S)とグビラに変更された[27]。
- 『ウルトラゾーン』第18話アイキャッチでは、ザザーンが運転する軽トラックでオイルを買いに来ている姿が描かれている[28]。第10話のミニコーナー「怪獣ことわざ」では、「そで振り合うもタッコングの縁」ということわざが紹介されている[29]。
- 漫画『ウルトラマンSTORY 0』では、ペスターやグビラと共にウルトラマンジャックを襲うが、3匹同時にスペシウム光線で倒される。原典と異なり、タコのような足が8本ある姿となっている。
- 『大怪獣バトル』では、EX第5弾に技カードとして登場。スキルは「オイル常食」。絵柄はザザーンと対になっている。
- 2014年に開催された『ウルトラマンビクトリーウルトランスアイデアコンテスト』では、タッコングをモチーフとしたタッコングファイヤーボールがテレビマガジン賞を受賞し、ウルトラマンフェスティバル2014のライブステージにウルトラマンビクトリーのウルトランスとして登場した[30]。
- 『ウルトラマンオーブ』のメイン監督を務めた田口清隆とメインライターを務めた中野貴雄による私案「エピソード10構想」では、第2章（エピソード2-2）に登場[31]。水の惑星ヌオックで、ペスターやガマクジラとともに水の魔神として海底に封印されていた[31]。また、田口は本編の水の魔王獣にタッコングを用いたかったが、原典当時の着ぐるみがかさばることから現存していないうえ、ソフビ人形の人気が低かったことから現在での商品化も見込めないため、マガジャッパに変更された[32]。

## ヘドロ怪獣 ザザーン
第1話「怪獣総進撃」に登場。
東京湾に突如出現した怪獣。汚染した海底で誕生し、全身が猛毒のヘドロ海藻で覆われており、大きな唇を持つ。弱点は炎。同時に現れたタッコングと隅田川河口付近で戦い、その中で勝鬨橋を破壊するがタッコングの体当たりで力尽き、倒された。
関連書籍では、体内に蓄積した猛毒ヘドロを利用した生物を窒息させる毒ガスあるいは炭酸ガスを放出する能力を持つと紹介されているが、劇中では未使用。
- スーツアクター：菊池英一（ノンクレジット）[12][7]
- デザインは池谷仙克が担当した[出典 10]。デザイン段階では「ヘドラ」という仮名称であった[16][14]。池谷はヘドロ怪獣ではあるが、ケロニアに似ないように海草のようにしたとしている[14]。デザインでは色味や頭部の形状処理が異なる[14]。
- 同年に公開された東宝の映画『ゴジラ対ヘドラ』に登場するヘドラと同じく、公害問題を背景に制作された怪獣である。
- 番組開始前の宣伝では、「海草怪獣」の別名で紹介されていた。
- 着ぐるみは東宝特殊美術部で制作されたが、丈夫すぎて動きにくかったため開米プロダクションで作り直された[17][15]。このNGスーツでは、外から目が確認できる造形になっていた。
- 挿入歌「怪獣音頭」では、4番で紹介されている[36]。
- その他の作品に登場するザザーン
  - 映画『大怪獣バトル ウルトラ銀河伝説 THE MOVIE』では、ベリュドラの左腕を構成する怪獣の1体となっている[26]。デザイン段階で誤って2体配置されていたため、片方はレッドスモーギに変更された[37]。
  - 『ウルトラゾーン』第18話のアイキャッチでは、オイル販売の軽トラックを運転している姿が描かれている[28]。

## 凶暴怪獣 アーストロン
第1話「怪獣総進撃」に登場。
ウルトラマンジャックが実体化した後、最初に戦う怪獣。怪力と口から吐き出すマグマ光線と鉄の2000倍の強度を持つ尻尾を武器とする。また、マットアローのミサイルをも撥ね返す鋼鉄のように頑丈な皮膚を持つ。
朝霧山に出現し、マグマ光線で周辺の山村を焼き払う。異変を察知して現れたジャックと格闘になり、弱点の角を折られて逃走を試みるものの、頭部にスペシウム光線を受けた後、そのまま火口へ転落して噴火に巻き込まれ、爆死する。
- スーツアクター：遠矢孝信（ノンクレジット）[12][42]
  - 当初はJFAの若手俳優が演じていたが、ジャックのデザインにNGが出た（詳細は帰ってきたウルトラマン#デザイン・造形を参照）ことから撮り直しとなり、その際に撮影現場を訪れた本編監督の本多猪四郎が元のスーツアクターでは動きに迫力が足りないと指摘したため、遠矢が演じることとなった[44]。
- 第1号怪獣であるため、ゴメスを意識したという説がある[18]。そのため、撮影当初は東宝特美が造形した着ぐるみには角や、腹部にはゴメスのような形状や色合いの装飾が存在していたが、力強さを出すために開米プロによる改造の時点で除去された[18]。当初はデザイン画に準じて腹部が塗り分けられていたが、改修後ではほぼ同色に全体が塗られ、角が白っぽく塗り分けられている[45]。東宝特美で安丸によって造型された着ぐるみは硬くて演技しにくいことから、撮影前に動きやすくしようと改造された[46][16][注釈 5]。なお、改造前の写真が書籍などに掲載された[48]ほか、ソフビ人形や怪獣消しゴムになったこともある。
- 企画段階では「鳴門海峡から現れてジャックを倒し、アーストロンの再襲来の脅威を抱きながら、日々特訓しながら怪獣と戦う」というストーリーになる予定だった[要出典]。
- 着ぐるみは、第8話「怪獣時限爆弾」に登場するゴーストロンに改造された（詳細はリンク先を参照）。

## 岩石怪獣 サドラ
『帰ってきたウルトラマン』第3話「恐怖の怪獣魔境」に登場。
霧に覆われて絶壁に囲まれていることから転落事故が頻繁に起こるうえ、竜伝説があることから魔の山と言われる霧吹山に生息する怪獣。体色は茶色。両手足と尻尾先のハサミは鋭い刃を持ち、鋼鉄をも切り裂く。身体の数十本の関節は自由に曲げられる。設定では尾から猛毒を噴き出すとされる。
潜伏には絶好の条件下にある霧吹山に入山する登山者を襲っており、調査に訪れたMATの加藤隊長も襲うが、ハサミを攻撃されて退く。その後は鉢合わせたデットンと戦い、ウルトラマンジャックとの対戦の際には連携して2体でジャックを追い詰めるが、デットンを倒された直後に八つ裂き光輪で首を切断されて倒される。
- スーツアクター：遠矢孝信（ノンクレジット）[12][50]
- 『ウルトラマン』では「ウルトラマンと戦う怪獣は1話につき1体だけ」と決められていたため[要出典]、『帰マン』では初めて2匹以上の怪獣が協力してウルトラ戦士と戦う回となった。
- 着ぐるみは撮影終了後、『ウルトラマンタロウ』放送当時の『小学三年生』1973年9月号のプレゼント企画にて、20個のパーツに分割されて抽選の対象となった[51]。
- デザインは池谷仙克が担当[出典 15]。企画段階ではサソリのハサミの怪獣として設定されており、デザイン画に記された名称は「サソラー」だった[出典 16]。
- 造形は開米プロが担当[50][16]。開米プロは東宝特美が制作したアーストロン・タッコング・ザザーンの改修として参加し、第3話から造形を本格的に担当した[16]。
- 加藤と郷を襲うのはシナリオではサドラであった[50]。
- 『ウルトラマンメビウス』では、霧吹山の霧はサドラ自身が発生させているという設定が追加された（後述）。
- 大伴昌司の構成による『ウルトラ怪獣入門』では、「弱い者いじめが大好きな卑怯な怪獣」と紹介されていた[55]。
- 『帰マン』の挿入歌「怪獣音頭」の歌詞では、冷凍怪獣のように紹介されている。

## 地底怪獣 デットン
第3話「恐怖の怪獣魔境」に登場。
霧吹山の地底に棲息している怪獣。体表は茶色く、周りの岩場に同化しやすい。太陽光線が苦手。全身を覆う皮膚はマットシュートの弾丸をも撥ね返す。MATを襲ったところに鉢合わせたサドラと戦った後、ウルトラマンジャックとの戦いでは一時連携してジャックを追い詰めるが、最後は逃げようとしたところを背後からスペシウム光線を頭部に受け、爆発四散する。
設定では『ウルトラマン』に登場したテレスドンの弟に当たるとされるが、劇中では触れられていない。またテレスドンのように火炎を吐く能力を見せていない。
- スーツアクター：関国麿（ノンクレジット）[12][7]
- 当初はテレスドンそのものの再登場が企画され、学習雑誌にも予告が打たれていたが流用する予定だった『ウルトラマン』で使用したテレスドンの着ぐるみが『ウルトラファイト』やアトラクションショーでの酷使や劣悪な保存環境により、別の怪獣にしか見えないほどに劣化していたため急遽、「テレスドンの弟怪獣」という設定のデットンが登場することになった[58][注釈 7]。劇中で使用されているデットンの着ぐるみは新規造形や改造ではなく、この劣化したテレスドンを流用したものである[7]。兄弟説は、『週刊ウルトラマンデータファイル』にも記載されている[要ページ番号]。
- テレスドンが眼から口先にかけて直線的になっているのに比べ、デットンは鼻先が盛り上がっている。これは、朽ち果てた顔を補修するために素材を盛った結果である。
- シナリオでは「ゴーモン」と呼称されており[59]、放送当日の新聞記事でもそう紹介されている[60]。脚本では、郷と加藤隊長を襲うのはサドラであった[7]。

### その他の作品に登場するデットン
- 『ウルトラマンメビウス』第27話では、デットンそのものは登場しないが、トリヤマ補佐官が「ゼットン」を誤って「デットン」と呼んでしまう一幕がある。
- 映画『大怪獣バトル ウルトラ銀河伝説 THE MOVIE』では、ベリュドラの右角を構成する怪獣の1体となっている[26]。
- 漫画『かがやけ ウルトラの星』では、怪獣軍団の一員としてウルトラ兄弟と戦った。
- 『ウルトラマンギンガS』のパラレルワールドを舞台とした外伝短編小説「マウンテンピーナッツ」では、スパークドールズから実体化した怪獣として登場し、久野千草がウルトライブしたウルトラマン（SD）と交戦する。しかし、ウルトラマンは怪獣保護を目的とした環境保護団体「マウンテンピーナッツ」に攻撃されて撤退したため、邪魔者のいなくなったデットンは破壊と殺戮の限りを尽くす。その後、千草のウルトライブしたウルトラマンと再戦。マウンテンピーナッツはデッドンを護るためスペシウム弾頭弾を発射しウルトラマンに重傷を与えるが、千草がその痛みに耐え無我夢中で発射したスペシウム光線を浴びてデッドンは爆死した。なお、あくまで種類としてはテレスドンであり、デットンはその個体名ではないかと示唆する文章がある。またテレスドンに比べて脆弱な怪獣として扱われており、ゼットンとの交戦経験のある千草からは「出現したのがゼットンではなくデットンだったのは不幸中の幸いだった」と評されている。

## 古代怪獣 キングザウルス三世
第4話「必殺！ 流星キック」に登場。
『帰ってきたウルトラマン』初の四足歩行型怪獣。ミサイルをも撥ね返す頑丈な皮膚と背鰭が特徴的で、体表は青い。ウランを常食としている。武器は頭部から生えた2本の角と口から発射する赤い放射能光線。角からは扇状のショック光線を発射するほか、あらゆる攻撃を防ぐカーテン状のバリアーを展開させて身体の前面を覆えるが、バリアーは横方向にしか展開できないため、無防備のままである真上からの攻撃には弱い。
箱根山中から現れ、スペシウム光線、ウルトラスラッシュ、シネラマショットなどウルトラマンジャックの光線技をバリアーで撥ね返したうえ、角をジャックの左大腿部に突き刺して強烈なエネルギーを放射して敗北させる。その後、第一原子力発電所付近に現れた際には再び現れたジャックと長いにらみ合いを続けてカラータイマーの点滅まで追い込むが、空中高くジャンプして真上から攻撃する流星キックを会得していたジャックに角を蹴り折られ、逃亡しようとしたところを背中にスペシウム光線を受けて倒される。
- スーツアクター：遠矢孝信（ノンクレジット）[12][7]
- デザインは池谷仙克が担当した[出典 24]。デザイン画の時点では頭の角が短く頭が小さめだった[13]。
- 造形は円谷プロダクションの造形部が担当した[出典 25]。デザインを担当した池谷は、高山が造形したものに比べて動きが良くなかったと述べている[16]。デザイン画の意図を汲んで、地面に後脚が膝をつかないように構造となっており、下駄を前足に履かせていないため、演者は前傾姿勢を取っている[14][15]。だが、かなり固い仕上がりとなっていたため、出現シーンを撮影した後に動きやすいように改造された[62]。長い首はピアノ線による操演で動かしている[14]。縦横に動けず、突進などの直線的なアクションが多かったため、ウルトラマン主導の戦いとなった[62]。
- 名前は本来、未制作脚本「呪われた怪獣伝説」（脚本：伊上勝）に登場する予定だった怪獣のもの[63]。同脚本中では「原始怪獣キングザウルスを古代アトランティス人が品種改良した三世」と設定されており、その名称のみが実際の第4話に流用されたため、劇中で必然性のない「三世」の称号が残っている。
- 脚本では工事現場から出現する場面が存在していた[7]。
- 第4話の準備稿「怪獣流れ星殺法」では、地底怪獣ゴーモンという名前の怪獣が登場していた[64]。
- バリアーは『ウルトラ怪獣攻げき技大図鑑』では、「フェンス光壁」と命名された。

### その他の作品に登場するキングザウルス三世
- 映画『大怪獣バトル ウルトラ銀河伝説 THE MOVIE』では、ベリュドラの左腕を構成する1体となっている[26]。
- 居村眞二による漫画版『ウルトラマン80』では、デビロンが80に見せる幻影として登場する。
- 『怪獣バスターズPOWERED』では、上記の設定を再現したオリジナル怪獣として、三世の名を冠さない「キングザウルス祖種」が登場する。
- 『ウルトラマンオーブ』のメイン監督を務めた田口清隆とメインライターを務めた中野貴雄による私案「エピソード10構想」では、第5章（エピソード5-1）にキングザウルス二世が登場[31]。バイカル湖に出現してウルトラマンオーブに倒されるが、その怪獣カードはジャグラスジャグラーによってマガゼットンの復活に利用された[31]。

## 地底怪獣 グドン
第5話「二大怪獣東京を襲撃」、第6話「決戦！ 怪獣対マット」に登場。
中生代・ジュラ紀に棲息していた三縞竜の一種で、同時代に存在していた怪獣ツインテールを常食としている。怪力の持ち主で、表皮はMATのMN爆弾も通用しないほど頑丈である。両腕のムチを敵の体に突き刺し、強力な毒液を注入する。奥多摩の第2採石場から出現した後、ツインテールと共闘する形でウルトラマンジャックを撃退し、その激戦の爪痕として東京を壊滅状態に陥れる。だが、MATの麻酔弾で両目を潰されて失明したツインテールに尻尾を噛まれ、逆上して噛み殺す。そのことがジャックの再起につながり、最後はスペシウム光線で倒される。
- スーツアクター：遠矢孝信（ノンクレジット）[12][67]
- 劇中では「三綺竜」という架空の分類単位に属すると解説され、池谷のデッサン画が図鑑の1ページとして登場する。
- 造形は高山良策[16]。デザインのない背面は、皮膚のディテールを活かしてファスナーの開閉部が隠されている[16]。頭部を抜く型は、後に『シルバー仮面』に登場するワイリー星人の造形にも使用されている[69]。
- 第37話「ウルトラマン夕陽に死す」の第1稿シナリオではナックル星人（シナリオ段階での名前はマルチ星人）によって再生され、スピンキックの能力分析用の怪獣としてジャックと戦う予定だった[70]。劇中でナックル星人がスピンキックに言及するのは、その名残である[71]。

## 古代怪獣 ツインテール
第5話「二大怪獣東京を襲撃」、第6話「決戦! 怪獣対マット」に登場。
古代に生息していた怪獣。同時代に棲息していたグドンが天敵である。武器は鋭い牙での噛みつきと、名前の所以でもある上部についた2本の鞭状の尻尾。海老のようにしなやかに体が動き、前後に折り曲げることが可能。地中を全身のトゲで高速移動する。設定では尻尾の針から麻酔液（毒液）を注入するとされる。
新宿副都心のビル工事現場から出土した中生代・ジュラ紀に棲息していたアンモン貝の化石が付着していた卵から孵化して誕生し、同時期に出現したグドンと共闘してウルトラマンを撃退する。2回戦でもグドンと共闘してウルトラマンを翻弄するが、MATの作戦により両目を麻酔弾で潰されたことで誤ってグドンの尻尾に噛みつき、逆上したグドンに尾の付け根にある発光部を噛み潰された後、地面に叩きつけられて絶命する。
- スーツアクターはノンクレジット。きくち英一の著書では「森平」という苗字のみ記述されている[75][73]。
- 造型は高山良策[73]。前後逆に演者が入ることで身体を前にかがめたり、後ろに逸らすことでウルトラマンの突撃を躱すなどしている[15]。

## 透明怪獣 ゴルバゴス
第7話「怪獣レインボー作戦」に登場。
地獄谷に生息する怪獣。カメレオンのように皮膚の色を保護色によって周囲の景色と同化できるが、簡易モノクロカメラには普通に映る。全身を覆う皮膚は岩石のように硬く、夜行性で、日中は岩石になりすまして崖などに潜んで眠っており、夜になると凶暴化して闇に紛れて活動する。武器は怪力と口から吐く火球弾。坂田次郎が撮影した写真に偶然映り込んで発見された後、MATの7色の塗料を吹き付けるレインボー作戦によって保護色を封じられて居場所を明確に把握されるが、地面に潜ることによって解消する。しかし、結局は逃げ場を失ったところにスペシウム光線を頭部に受け、倒される。
- スーツアクター：遠矢孝信（ノンクレジット）[12][7]
- デザインは池谷仙克が担当した[出典 35]
- 脚本での名称はダンガーであった[7]。
- 映画『大怪獣バトル ウルトラ銀河伝説 THE MOVIE』では、ベリュドラの右腕を構成する怪獣の1体となっている[26]。

## 爆弾怪獣 ゴーストロン
第8話「怪獣時限爆弾」に登場。
愚鈍な性質の地底怪獣。通常は地中で生活しており、視力も20メートル程度しか見えないほど退化しているが、聴覚が発達しており、音に反応すると通常より動きが速くなる。地底を1日に半径約20キロメートル掘りながら移動する。主に金を食べている。武器は口から放射する火炎だが、視力の弱さゆえにかなり命中率は低い。
地上に出ていたところをMATのパトロール機に発見され、郷隊員操縦のマットアロー2号が発射した岸田隊員発明の新型ウルトラロケット弾「X弾」が尻尾の表皮から30センチメートル内側に突き刺さるが、発射の際に誤って10時間後にタイムリミットを迎える時限装置を設定してしまい、尻尾に突き刺さったまま、地中へ逃亡する。その後、東京都心へ向かう動きを一時みせるが、方向を変えて日々化学のダイナマイト工場が存在する青木高原へ向かった際に偵察中のマットジャイロの飛行音と工場のサイレンに反応し、そのまま工場のそばに居座って眠り込む。やがて、音には敏感に反応することを見破った郷が、改造したマットジープに装備したサイレンを使って誘導して工場から引き離すことに一時成功するが、またしても工場のサイレンに反応してジープが破壊され、元の位置へ戻ってしまう。郷が変身したウルトラマンジャックもX弾とダイナマイト工場のために光線技を使用できずにいたが、ウルトラドリルで一旦地中へ潜ったジャックに真下からウルトラリフティングで身体を持ち上げられ、そのまま空の彼方に運ばれた末に宇宙空間でタイムリミットを迎え、爆死する。
- スーツアクター：遠矢孝信（ノンクレジット）[12][81]
- 着ぐるみは第1話「怪獣総進撃」に登場するアーストロンの改造[出典 38][注釈 12]。
- 小学館の学年誌記事など、関連書籍ではアーストロンの弟とされているが[85]、劇中での言及はない。
- 放映当時の雑誌では「身長：55メートル、体重：4万4千トン」と説明されており、これが公式設定とされていた[82]が、劇中で「身長：40メートル、体重：2万トン」と説明する台詞があることから、後年には改定された。しかし、改定以前の作品である『ザ☆ウルトラマン』登場時（1979年）には、前者を踏襲している。

## 古代怪獣 ダンガー
第9話「怪獣島SOS」に登場。
南隊員の不時着した太平洋上の無人島の大洞窟でモンスターソナーによって冬眠状態で発見され、目覚める前に倒そうとした南隊員が地質調査用のダイナマイトを仕掛けて爆破させ、洞窟を埋めたところ火山活動の影響で頻発した地震で逆に覚醒した怪獣。南とその島の海底資源の調査チームを危険に晒す。武器は上あごから生えた1本の歯と、グローブ状の手に1本ずつ生えた爪（ダンガーヅメ）。マットアローの攻撃をものともしない鋼鉄よりも硬い頑丈な皮膚を持つ。首の周りにはコブ（ダンガーコブ）が付いており、これには太陽エネルギーが蓄えられており、タテガミのように開いて威嚇する。ウルトラマンジャックと激しい格闘戦の末、コブをほとんど引き千切られ、弱体化する。最後は大きく投げ飛ばされ動けなくなったところを側頭部にスペシウム光線を受け、絶命して火山爆発に巻き込まれる。
- スーツアクター：遠矢孝信（ノンクレジット）[12][7]
- デザインは池谷仙克が担当した[出典 42]
- デザイン画はライオンをイメージしており[87][16]、デザイン画での別名は「ライオン怪獣」だった[88]。ソーセージのような頭部のコブもライオンのたてがみをイメージしていたが、池谷はコブを逆立てたかったようであり、別途でその意図を示す頭部デザインが描き起こされていたが、実際には振り乱すのみであった[15]。決定稿では口の先に生えた牙が1本追加されている[14]。
- 本作品ではオープニングの最後にその回登場の怪獣や宇宙人の名前がテロップで表示されるが、ダンガーのみこの時同時に姿が表示された。

### 『レッドマン』に登場するダンガー
第26話・第29話・第54話に登場。
- 第26話：レッドマンが現れる前にサドラに倒される。
- 第29話：レッドマンがゴキネズラを倒した後に現れ、レッドマンと戦ってレッドナイフで倒される。
- 第54話：レッドマンとミステラー星人が戦っている近くで寝ていたが、ミステラー星人が倒された直後に起き上がり、レッドマンと戦ってレッドアローで倒される。

### その他の作品に登場するダンガー
- 『ウルトラファイト』第196話「怪獣死体置場」では、円谷プロの着ぐるみ倉庫に置かれているのが確認できる。
- 『ウルトラマンタロウ』第25話では、エンペラ星人が3万年前に光の国を襲来した際の絵でゴキネズラとザゴラスと共にウルトラの父と戦っている姿が描かれている。
- 映画『大怪獣バトル ウルトラ銀河伝説 THE MOVIE』では、ベリュドラの胴体を構成する怪獣の1体となっている[26]。
- 漫画『かがやけ ウルトラの星』では、怪獣軍団の一員として登場。ウルトラ兄弟と戦うが、新ウルトラマンのウルトラダブルを受けて倒される。

## 化石怪獣 ステゴン
第10話「恐竜爆破指令」に登場。
化石の怪獣。元は怪獣研究会の小学生らが発掘した草食性の大人しい性質の巨大生物（ステゴサウルスの一種と言われる）の化石で実は仮死状態で生きており、道路公団の要請で発掘現場が工事されることになった際、発破用ダイナマイトのショックによって甦る。四足歩行型恐竜が白骨化したかのような姿をしている。基本的に攻撃的ではないが口や身体から黄色い強酸性の溶解液を分泌して瞬時に人間を溶かし、口から消火霧を放出する。設定では、目は赤外線透視網膜となっており、夜でも物体を見ることができる。
子供たちは殺さないで欲しいと声を上げるが、工事の停滞や溶解液の危険性に加えて死者が出たことから、責任を追及されたMATはステゴンの殺処分を決行する。しかし殺処分が失敗したために再び暴れ回った後、ウルトラマンジャックのスペシウム光線を背中に受けて衰弱する。子供たちの声を聞いて生け捕りにしようと試みるジャックに対し最後の抵抗の毒ガスを吐き散らして窮地に追いやるが、次第に麻酔弾が効いておとなしくなったところにストップ光線を受けて完全に行動を停止し、ウルトラリフティングで宇宙に運ばれ、長い冬眠に就いた。
- スーツアクター：遠矢孝信（ノンクレジット）[12][7]
- デザインは池谷仙克が担当した[出典 47]。池谷は骨の怪獣であることから、シーボーズの亜流としているが、二足歩行ではなく四足歩行となっている[14]。
- 首はピアノ線による操演で動かし、長い四肢を実現するために前脚には高下駄を履かせて長さを出して完全に伸ばした状態の後ろ脚と高さを合わせるなど、中に人間が入っていることを感じさせないことを重視している[出典 48]。
- 放送当時の学年誌の記事では、宇宙に運ばれた後は小さな星となり、宇宙の闇を流れながら冬眠していると記載されている[90]。
- 造形は高山良策で、着ぐるみは『緊急指令10-4・10-10』の地底怪獣アルフォンに改造された[91][92]。

### その他の作品に登場するステゴン
- 『ウルトラファイト』第196話「怪獣死体置場」では、円谷プロの着ぐるみ倉庫に着ぐるみがキングザウルス三世の隣に置かれているのが確認できる。
- 特撮テレビ番組『レッドマン』の第47話・第49話・第50話では、二足歩行で戦闘を行う。
- 映画『大怪獣バトル ウルトラ銀河伝説 THE MOVIE』では、ベリュドラの右角を構成する怪獣の1体となっている[26]。

## 毒ガス怪獣 モグネズン
第11話「毒ガス怪獣出現」に登場。
西の沢の地底に廃棄されていた旧日本軍の製造した毒ガス兵器・イエローガスのカプセルを食べていたガスを栄養源とする地底怪獣。最大の武器は口から噴射するイエローガスで、その威力はウルトラマンジャックを瀕死に追い込むほどの威力を持つ。ほか、背中からはフラッシュ光線を放射する。背中のトゲには猛毒があるとされる。普段は地中に潜んでいるが、音に敏感であり、自分の縄張りに入ってきたものを襲う。ジャックのスペシウム光線でMATの可燃ガスを引火させたことで形勢を逆転され、ウルトラスピンキックで倒された。
- スーツアクター：遠矢孝信（ノンクレジット）[12][7]
- デザインは池谷仙克が担当した[出典 53]。ハリネズミを意識した怪獣であったが、池谷は全身のトゲがあまりピンピンしていなかったことに不満を抱いていた[14]。
- 第11話の脚本は、沖縄の米軍基地に毒ガスが貯蔵されていた事件をヒントに執筆されている[96]。
  - お笑いタレント・なべやかん曰く、漫画家・海老原優によればイエローガスは旧日本軍の「黄一号ガス（イペリット）」「黄二号ガス（ルイサイト）」をモチーフとしており、同話のストーリーは米軍による「レッドハット作戦（米軍による毒ガス兵器の移送作戦）」問題をヒントにしたとも言われているとのこと[97]。
  - 漫画家・小林よしのりは自身の漫画『沖縄論』の中で、「本エピソードは、明らかに他の『帰マン』の話に比べて浮いていた。金城氏の怒りが伝わってくるようだった」と述べている[要ページ番号]。

## 音波怪獣 シュガロン
第12話「怪獣シュガロンの復讐」に登場。
白神山の地中に生息する大人しい怪獣。全身をミサイルをも撥ね返す強い弾力があるゴムのような皮膚で覆われている。武器は口から放射する超高熱の熱線。裏山にバイパス道路が開通したことで自動車の騒音を嫌がり、本来はおとなしかった性格が一変して凶暴化する。硫黄を嫌う性質をもち、牛山画伯の住んでいた溶岩質の地帯の付近には近づこうとしなかったが、MATに右目を攻撃されて方向感覚が狂い、硫黄岩の奥の谷に侵入する。郷はラストに車を憎み、牛山の娘・静香を守るように現れていたことから、牛山の化身ではないかと推測する。しかし、シュガロンが牛山家を壊したため、父の遺作を運び出そうとしていた静香はその際に昏睡状態となって絶命する。最後はウルトラ霞切りで倒された。
- スーツアクター：遠矢孝信（ノンクレジット）[12][7]
- デザインは池谷仙克が担当した[出典 57]。シュガーからの連想でマシュマロをイメージしており、初稿では身体の柔らかさを表現するために厚手の風船を仕込むことが書き込まれていた[14]。デザイン画では、白から青に体色を変化させるような書き込みもあった[14]。
- 脚本では「アイガー」という名前で[7]、デザイン画では「マシュマロ怪獣」という別名だった[88]。
- 火炎弾は『ウルトラ怪獣攻げき技大図鑑』では、「ウオーン光線」と命名された。
- その他の作品に登場するシュガロン
  - 特撮テレビ番組『レッドマン』の第109話・第111話・第112話・第116話・第119話・第137話に登場。
  - 映画『大怪獣バトル ウルトラ銀河伝説 THE MOVIE』では、ベリュドラの右腕を構成する怪獣の1体となっている[26]。

## 津波怪獣 シーモンス
第13話「津波怪獣の恐怖 東京大ピンチ！」、第14話「二大怪獣の恐怖 東京大龍巻」に登場。
西イリアン諸島近海の島々に棲息する四足の雌怪獣。その存在は伝説でも伝えられており、本来はおとなしい性格であるが、産卵期で気性が荒くなっている。卵の殻を構成する養分に必要な鉱石や宝石の原石を求め、宝石の原石を積んでいたマグロ漁船の海神丸をフィリピン海域で襲ったうえ、東京湾第二地区のセメント工場付近に上陸する。MATは攻撃を控えようとするが、シーモンスに土地を占拠された工場社長が自衛隊に攻撃を依頼したため、夫のシーゴラスを呼び寄せて角の光を合わせ、大竜巻を発生させる。また、攻撃を受けると角からは電磁波を放ってシーゴラスに自身の危機を伝えることもできる。シーゴラスの起こした大津波をウルトラバリヤーで跳ね返したことでエネルギーを大量に消費したウルトラマンジャックを頭部の角による突進攻撃で撃退した後、MATのレーザーガンSP-70によって右目を潰された状態で再びジャックと戦う。シーゴラスとの連携攻撃でジャックを苦しめるが、最後は角を折られたシーゴラスと共に西イリアン諸島へ帰っていった。
- スーツアクター：森平（名前は無記載で不明）[101][7]、遠矢孝信（ノンクレジット、単独シーンのみ）[101]
- デザインは熊谷健が担当した[出典 60]。デザインモチーフは雌鳥[103][1]。鼻先に伸びる角とトサカをイメージした頭頂部の大きさを変えることで、両者の性別を表現している[1]。デザイン画では、薄紫色の全身で黄色の腹と書き込まれていた[14]。検討稿では角の形状はシーゴラスに準じており、「夫婦怪獣」「めす シーモンス」と書かれていた[14]。
- 「シーモンスの唄」は、北原白秋の「砂山」の詞を逆さ読みにして、曲を新たに付けたものであるという[104]。
- その他の作品に登場するシーモンス
  - 『ウルトラマンタロウ』第40話の回想シーンに登場。別名は龍巻怪獣となっている。

## 竜巻怪獣 シーゴラス
第13話「津波怪獣の恐怖 東京大ピンチ！」、第14話「二大怪獣の恐怖 東京大龍巻」に登場。
西イリアン諸島近海の島々に棲息する二足怪獣。シーモンスの夫。先に東京に上陸したシーモンスの危機を察知して海底から出現する。鼻先の角を発光させることで津波を発生させるほか、角から放電することもできる。最後はMATのレーザーガンSP-70によって角を折られ、戦意を喪失してシーモンスと共に西イリアン諸島へ帰って行った。
- スーツアクター：遠矢孝信（ノンクレジット）[12][7]
- デザインは熊谷健が担当した[出典 63]。デザインモチーフは雄鶏[103][1]。鼻先に伸びる角とトサカをイメージした頭頂部の大きさを変えることで、両者の性別を表現している[1]。初期デザインではシーモンスと同様、四足怪獣だったが、二足怪獣に変更された[出典 64]。デザイン画では、濃い紫色で、赤味を帯びた黄色の腹と書かれていた[14]。検討稿では四足歩行で、「夫婦怪獣」「おす シーゴラス」と書かれていた[14]。
- 放送当時の学年誌の記事では、海に帰った後はシーゴラスもシーモンスも共に南の海で大人しく暮らしており、角も生え換わってミニゴラスという子供もできたと記載されている[90]。
- 『ウルトラ怪獣攻げき技大図鑑』では、竜巻と津波を起こす能力は「ツインスパーク」と名づけられた。
- オープニングのテロップではシーモンスが「津波怪獣」とされているが、劇中で津波を起こしていたのはシーゴラスの方である（シーゴラスが角を光らせると風が吹いて大波が発生していく描写がある）。これについて書籍『ウルトラマン画報・上』では津波・竜巻共に「シーモンスとシーゴラスの共鳴・連携」で起こしているとしていた[107]。

### 再生シーゴラス
第37話「ウルトラマン夕陽に死す」に登場。
ウルトラマンの戦力・能力を測るためにナックル星人の手によって操られる。宇宙電波研究所にも写真が飾られている。初代同様、東京湾で津波を発生させるがウルトラマンジャックによって食い止められ、スペシウム光線で大事な角を破壊されて倒された。
- 映像は第13話・第14話の流用のため、「スペシウム光線で角が破壊されるシーン」で命中直前にスペシウム光線と明らかに違うレーザーガンSP-70のエフェクト（赤い光線）が映っている。
- 内山まもるの漫画版『帰ってきたウルトラマン』でも、テレビ版同様にナックル星人の手先として登場。ウルトラマンと戦うが、最後は海底に仕掛けられていたミキサーに激突して引きちぎられる。
- 名称は関連書籍によるもので[109]、書籍によってはシーゴラス（再生）とも表記されている[110][108]。

### その他の作品に登場するシーゴラス
- 『ウルトラマンA』第8話ではドラゴリーに八つ裂きにされる予定だったが、ムルチ（二代目）に変更されている[111]。放送当時に連載された『幼稚園』では、これに準じた展開になっている[要ページ番号]。
- 『ウルトラマンタロウ』第40話に登場するタイラントの頭部はシーゴラスのものであり、ナレーションでも解説されている。また、シーゴラス自体も回想シーンに登場しているが、別名義は津波怪獣となっている。
- 映画『大怪獣バトル ウルトラ銀河伝説 THE MOVIE』では、ベリュドラの右腕を構成する怪獣の1体となっている[26]。
- 映画『ウルトラマンギンガ 劇場スペシャル』では、シーゴラスのスパークドールズが登場する。イカルス星人（SD）と合体し、タイラント（SDU）の一部となる。
- 漫画『かがやけ ウルトラの星』では、怪獣軍団の一員として登場。ガッツ星人に率いられて中部地方に出現し、新ウルトラマンと戦う。その後、他の怪獣たちと合流してウルトラ兄弟と戦う。

## 吸電怪獣 エレドータス
第15話「怪獣少年の復讐」に登場。
電気エネルギーを常食とするカメに酷似した水陸両生の怪獣。普段は全身が半透明状態であるが、電気を尻尾から吸収すると視認できるようになる。物語の1年前に郊外電鉄の変電所に出現し、脱線事故を起こして小田切史郎少年の父を殺害した後、同じ地区に出現しては周辺の発電所やコンビナートを襲撃し、停電を引き起こしていた。口から放電光線を発射するほか、甲羅の後端の突起から稲妻状の電撃を放射する。また、体に強い電気を帯びており、触れた者を感電させることもできる。弱点は首の付け根であるが、危険が迫ると瞬時に甲羅へ収納することができる。最後はマットアロー1号のナパーム弾を首の付け根に受けて怯んだところ、スペシウム光線を浴びて絶命した。
- スーツアクター：遠矢孝信（ノンクレジット）[12][7]
- デザインは熊谷健が担当した[出典 71]。検討稿のデザイン画では「アニマル怪獣ミエロン」という名称で、首周りに毛が生えていた[102][14]。決定デザインでは甲羅のディテールが変更され、首回りの毛がオミットされたが、胴体や頭部の形状は共通している[14]。
- 脚本での名称は「エレギラス」であった[7]。
- その他の作品に登場するエレドータス
  - 『ウルトラマンメビウス』第8話では、ミクラスをエレキミクラスにパワーアップさせるため、エレドータスのデータがネロンガのデータと共に使われる。
  - 映画『大怪獣バトル ウルトラ銀河伝説 THE MOVIE』では、ベリュドラの胴体を構成する怪獣の1体となっている[26]。

## 始祖怪鳥 テロチルス
第16話「大怪鳥テロチルスの謎」、第17話「怪鳥テロチルス 東京大空爆」に登場。
東京上空に突如出現した白亜紀にテラノドンとともに棲息した肉食で巨大な翼竜の一種である怪獣。営巣地である悪島の火山が噴火したため、新しい巣をスモッグによって温暖気候となった東京に移すべく活動する。夜行性であり、武器は嘴の上にある触角から放つ光線と、口から放射する硫黄臭のする雪のような結晶体。この糸は普段は単に相手を絡め取ったり、営巣に用いたりするものだが、自動車などの排気ガス亜硫酸ガス中の一酸化炭素と化合すると赤色の猛毒ガスに変質する。設定では、翼を羽ばたかせて最大瞬間風速100メートルの突風を起こすこともできる。身体はスペシウム光線を2回受けても耐えきるほどの強さを持つ。
1回戦ではウルトラマンジャックと激しい空中戦を展開し、目潰し攻撃で海中に沈める。しかし、2回戦では終始劣勢で一方的に痛めつけられ、最後はジャックに空中回転落としで高空から落とされて地上に激突し、絶命した。
- スーツアクター：遠矢孝信（ノンクレジット）[12][7]
- デザインは熊谷健が担当した[出典 75]。熊谷のデザインの特徴である赤い挿し色を頭部に入れている[1]。検討稿では頭に突起のようなものが生えていた[102]。書籍によってはデザインや名前からプテロダクティルスを参考にしたと推測されている[14]。
- 第17話の脚本では、次郎がテロチルスとラドンの強さの優劣を郷に問うセリフが存在していた[7]。

### その他の作品に登場するテロチルス
- 『ウルトラマンタロウ』当時の学年誌の裏設定では、飛行技術をバードンに教えたとされている。この設定は『週刊ウルトラマンオフィシャルデータファイル』にも記載された[要ページ番号]。第25話では、エンペラ星人が光の国を襲撃した際の怪獣軍団に姿を見せる。
- 『ウルトラマンX』の背景設定によれば、ウルトラフレアの発生時に東京に出現し、後にXio隊長となる神木正太郎の所属する部隊によって撃退されている[114][115]。この時、正太郎は入院中の妻の雪と彼女に付き添う娘の裕美を残して緊急招集に応じるが、テロチルスが送電線を破壊したことによる病院の停電で雪が死亡したため、正太郎と裕美の間に不和が生じる遠因となる[114][115]。
- 漫画『かがやけ ウルトラの星』では、怪獣軍団の一員として登場。バルタン星人に率いられて北海道に出現した後、他の怪獣と合流してウルトラ兄弟と戦うが、ウルトラマンAのウルトラサンダーを受けて倒された。

## 宇宙大怪獣 ベムスター

須賀川市内に設置されているベムスターの像

第18話「ウルトラセブン参上！」に登場。
西暦1054年のかに星雲の爆発により誕生した宇宙生物。水素・ヘリウム・窒素などのガスを主なエネルギー源としているため、地球上ではガスタンクを襲撃する。武器は巨大な両手の鉤爪と、頭頂部の角から放つ破壊光線。身体の腹部に存在する五角形の“口”であらゆるエネルギーを吸収できるほか、作中描写によれば顔の嘴でレーザー光線を吸収できる模様。
腹部の口でMATステーションを飲み込んだ後、地球に襲来する。迎撃に出たMATの攻撃を意に介さず、上野・南・岸田の隊員3名を負傷させて撤退に追い込んだ後、ウルトラマンジャックのスペシウム光線すら吸収して宇宙への撤退に追い込むが、最後はウルトラセブンからジャックに授けられた新兵器「ウルトラブレスレット」のウルトラスパークで頭部と両腕を切断されて絶命する。
- スーツアクター：遠矢孝信（ノンクレジット）[12][120]
- デザインは熊谷健[出典 80]。鳥をモチーフに、シルエットが同心円状の五角形になるようにデザインされた[出典 81]。体躯の前面を構成している放射状の羽のようなディテールは、造形では大腿部の両サイドのみとなっている[121]。初稿のデザインには黒目がなく、腹部の口は円形に描かれていた[出典 82]。決定稿はNG稿に変更部分を貼り込む形で行われている[121]。
- 『帰マン』初の宇宙怪獣である。小学館の『ウルトラ怪獣全百科』など、本放送当時に発売されていた文献には身長が80メートルという設定も散見されるが[要文献特定詳細情報]、それでは40メートルという設定のジャックと整合性が取れないため、後年には46メートルに統一された。後述の『ウルトラマンタロウ』登場時の設定は前者を踏襲したものであり、後年の『ウルトラ怪獣擬人化計画』の改造ベムスターさんについて原典を紹介する際にも「80メートル」と紹介されている[123]。
- 内山まもるによる漫画版『帰マン』のベムスター（以下、初代）登場エピソードはこの回の続編的な内容となっており、初代の別個体（加藤隊長は初代の兄弟ではないかと推測している）が登場する。こちらの個体は読心能力を持っており、それを用いてジャックの攻撃を先読みし、身体を高速回転させることでウルトラスパークを叩き落とすが、連続攻撃には追いつけず翻弄されて地中へ潜られ、背後を取られて振り向いた瞬間に八つ裂き光輪で身体を貫かれ、爆死する。
- 角から放つ光線は、『大怪獣バトル ULTRA MONSTERS』では「ベムスタービーム」と表記されている。

### 再生ベムスター
第37話「ウルトラマン夕陽に死す」に登場。
ナックル星人がウルトラマンジャックの能力を計るため、シーゴラスとともに再生させる。宇宙電波研究所にも写真が飾られている。身長や体重は再生前と同一であり、容姿や能力にもまったく変化が見られない。ジャックと戦うが、前回同様にウルトラスパークで頭と両翼を切断されて倒される。
- 映像は第18話の流用。
- オープニングのテロップには記載されていない。名称は関連書籍によるもので[109]、書籍によってはベムスター（再生）とも表記されている[出典 84]。

## 忍者怪獣 サータン
第19話「宇宙から来た透明大怪獣」に登場。
坂田次郎が通う小学校に墜落した、小隕石の中から出現・巨大化した宇宙怪獣。ゾウのような長い鼻が特徴で、身体の組成は中性子。コンクリートを常食とする。特徴として電荷を持たない中性子の性質を利用した物体透過、透明術、瞬間移動などがある。武器は持っていないが、透明術と瞬間移動術を利用して相手の背後に回り込み、相手の首に長い鼻を巻きつけて絞め殺す戦法を得意とする。設定では、頭部の毛は鋼鉄よりも硬いとされる。
ウルトラマンジャックとの戦いではウルトラ透視光線で発見され、姿を消す前に叩きのめされる。最後は足元がおぼつかなくなったところをウルトラ念力で宙に浮かされ、ウルトラスパークから発せられたウルトラスーパー光線を受け爆発した。
- スーツアクター：遠矢孝信（ノンクレジット）[12][7]
- デザインは利光貞三が担当した[出典 87]。デザイン画では二子姉弟の子供がいた子連れの怪獣として描かれていた[129][14]。
- 象のように鼻が長かったため、伸ばした鼻をウルトラマンに巻き付けるために、4メートルほどの長い鼻が別に作られた[130]。
- 次回予告では「サターン」と呼ばれていた。
- 大伴昌司が構成を務めた書籍『怪獣図解入門』（小学館・1972年）41頁では、「科学的には中性子だけで怪獣を構成することは不可能なので、恐らくこの怪獣は、お腹に原子炉を持っていて中性子を撒き散らす四次元の怪獣なのだろう」という解釈がなされていた。
- その他の作品に登場するサータン
  - 漫画『かがやけ ウルトラの星』では、怪獣軍団の一員として登場している。バルタン星人に率いられて北海道に出現し、初代ウルトラマンやウルトラキングと戦う。
  - 映画『大怪獣バトル ウルトラ銀河伝説 THE MOVIE』では、ベリュドラの左腕を構成する怪獣の1体となっている[26]。

### 『レッドマン』に登場するサータン
特撮テレビ番組『レッドマン』第35話 - 第37話、第40話 - 第42話、第53話、第56話に登場。
- 第35話：ベムスター、ノコギリンとともにレッドマンと戦い、レッドナイフで倒される。
- 第36話：ビーコンとともにレッドマンと戦い、巴投げで倒される。
- 第37話：レッドナイフで倒される。
- 第40話：ビーコンとともにレッドマンと戦い、鼻を掴まれ、投げられて倒される。
- 第41話：ビーコンとともにレッドマンと戦い、レッドキックで倒される。
- 第42話：レッドナイフで胸を刺されて倒される。
- 第53話：レッドアローで腹を刺されて倒された後に鼻を掴まれて引きずられ、崖の下にレッドフォールで放り投げられる。
- 第56話：ミステラー星人やアーストロンと共にレッドマンと戦い、レッドアローで腹を刺されて倒された。

## 磁力怪獣 マグネドン
第20話「怪獣は宇宙の流れ星」に登場。
地殻の緩んだところを狙って地下から突如現われる怪獣。最大の特徴は全身に帯びた地球から送られる強力な磁力。武器は口からの火炎と背中の6本の角からの磁力。地底のマグマが固まって生まれた鉄よりも硬いマグマ質の身体は熱に強いが壊れやすく、MATの普通爆弾で一度は粉砕されるが、落雷の電気エネルギーを吸収して短時間で吸着して完全再生するなど磁力の発生に恵まれた地球上では倒せない。最後はウルトラマンジャックの手で地球の磁力のおよばない宇宙空間に連れて行かれたうえ、ウルトラスパークによって粉々にされ、その破片は流星となって宇宙を駆け回った。
- スーツアクター：遠矢孝信[12][7]
- デザインは熊谷健が担当した[出典 91]。熊谷のデザインの特徴である赤い挿し色を背中のトゲに入れている[1]。デザイン画では、「剣竜怪獣 ケンダス」という仮称であった[14][1]。
- 劇中でウルトラマンとマグネドンが戦う場所がどこなのかは明言されていないが、放送当時の学年誌の記事では「怪獣墓場で戦っていた」と記載されている[90]。
- 放送当時の学年誌の記事では、「ウルトラマンに倒されたが、体の磁石の力で元通りの姿になり、どこかに姿を隠しているはずだ」と、生存が示唆されている[90]。
- 脚本では、最初にマグネドンを粉砕するのはMATではなく地球防衛庁であった[7]。
- 映画『大怪獣バトル ウルトラ銀河伝説 THE MOVIE』では、ベリュドラの右腕を構成する怪獣の1体となっている[26]。

## 電波怪獣 ビーコン
第21話「怪獣チャンネル」に登場。
地球の電離層に棲息する宇宙怪獣。周囲1キロメートル四方の電波を吸収してエネルギーに変換する。背中に無数にある突起から電波を吸収し、そこからテレビカメラの役割を持つ中央の黄色い目で自分の見た物を電波で全世界に送信する。このため、ビーコンが出現している付近の家はテレビ受像機の映像がすべてビーコンの見ている映像そのものになる。武器は赤い目から出す破壊光線で、威力はスペシウム光線を相殺するほどである。腹部からは、ウルトラマンジャックを気絶させるほどの強烈な50万ボルトの電気ショックを放射する。最後は失神から復帰したジャックによってウルトラブレスレットを顔面に受け、墜落して倒された。
- スーツアクター：遠矢孝信[12][7]
- デザインは熊谷健が担当した[出典 97]。デザインは、市川森一による脚本での記述をもとに、今までの怪獣とは異なる奇抜なイメージが目指された[103]。

### その他の作品に登場するビーコン
- 特撮テレビ番組『レッドマン』第36・38 - 41・122・124・126・127・136話に登場。
- 映画『大怪獣バトル ウルトラ銀河伝説 THE MOVIE』ではベリュドラの右腕を構成する怪獣の1体となっている[26]。
- 『ウルトラマン列伝』第100・103話では、ウルトラマンベリアルとダークネスファイブの手下として登場。自らの能力で電波ジャックし番組を乗っ取る役目を担う[134]。第103話で、メフィラス星人・魔導のスライが放った光弾をベリアルが弾いた際、光弾が命中して爆死してしまった。
- 『ウルトラゾーン』第3話でのミニコーナー「怪獣ことわざ」に、「ビーコン猫を噛む」という絵が登場する[135]。
- 漫画『かがやけ ウルトラの星』では怪獣軍団の一員として登場。メトロン星人に率いられて長崎県に出現し、ゾフィーと戦う。また別個体が中部地方で新ウルトラマンと戦い、スペシウム光線で倒される。
- テレビシリーズ『ウルトラマンタイガ』のボイスドラマでは、グア軍団の外宇宙侵略機械化部隊戦闘隊長イムビーザの配下に機械改造されたオリジナル怪獣改造ビーコンが登場している[136]。

## プラスチック怪獣 ゴキネズラ
第22話「この怪獣は俺が殺る」に登場。
プラスチックを栄養源としており、夢の島の地下に潜伏しながらプラスチックゴミを摂取しているため、傍目にはそれだけが盗み出されているように見えており、地下では後述のウイルスによってプラスチックが分解されて発生するメタンガスが自然発火による火災につながっていた。MAT日本支部の新隊長となる伊吹竜がアメリカから着任するよりも少し前、ゴキネズラの存在をまだ知らない郷秀樹隊員がゴミの山での火災発生に際し、独断でマットジャイロから炭酸ガス消火剤を散布したことで地中への酸素が絶たれたため、地上へ現れて暴れだす。プラスチックを分解するウイルスが体内で共存しており、口から繊維状のプラスチック溶解液を噴射するほか、MATのMSミサイルを牙や手で受け止めて放り投げるなど、反射神経も鋭い。また、接近してきたマットジャイロを捕まえて握り潰すなど、異様に視力も高い。
出撃してきたマットアロー1号2機とマットジャイロを撃墜し、その際にマットジャイロ内の郷が右腕を負傷したことから、彼の変身したウルトラマンジャックも溶解液で苦戦させられてしまう。しかし、伊吹の操縦するマットアロー2号に撹乱されて転倒した結果、自らの溶解液を浴びて身動きが取れなくなったところに撃たれたMSミサイルを咥えてしまい、そこへ撃たれたジャックのスペシウム光線による誘爆で頭が吹き飛んで倒れる。
伊吹いわく、ニューヨークのゴミ処理場にもゴキネズラの同種族が出現しており、アメリカを発つ前に交戦してMSミサイルで撃破したという。
- スーツアクター：遠矢孝信（ノンクレジット）[12][139]
- デザインは末安正博[出典 101][注釈 24]。末安は、円谷プロダクションプロデューサーの末安昌美の実弟であり、本職は円谷プロの営業担当であった[出典 102]。
- 名前はゴキブリとネズミに由来するが[143]、デザイン画では頭部から顔は風化侵食した貝殻、口先はワシやタカの嘴、皮膚はカキ殻、体色は七面鳥カラーといったイメージが書き込まれており、名称とは異なるイメージであった[144][129]。デザイン画では「ザイラス」という仮称で、顔から頭部にかけての貝殻が風化侵食したような感じ、鋭く閉じた状態の口先はワシやタカの嘴を想起させる、カキ殻を並べたような皮膚で、緑色のコケが部分的に生えている、といったデザイン画の書き込みから本来のモチーフとは異なっていた[出典 103]。
- 平成24年度の「日本特撮に関する調査報告書」では、ヘドラやゲスラ、モグネズンと並び、「環境破壊によって生まれた怪獣」として挙げられている[145]。
- メディア・ヴァーグのウェブメディア「マグミクス」では、環境問題の1つであるマイクロプラスチックに絡め、「（本放送当時の1971年に）早くもプラスチック問題を扱った怪獣」として挙げられている[146]。
- 批評家の福嶋亮大には、「物語そのものは公害批判だが、カメラの捉えた夢の島は廃棄物の饗宴の場にも見えてくるため、ある意味では風景こそが最も雄弁なメッセージになった」との旨で評されている[147]。

## カニ座怪獣 ザニカ
第23話「暗黒怪獣 星を吐け!」に登場。
暗黒怪獣バキューモンによって自分の故郷であるかに座を追われ、地球へ逃れてきた悪意のないカニ型の怪獣。武器は両手の鋏、口から吐く泡などがあるが、好んで使うことはない。設定では、宇宙空間をマッハ6で飛行するとされる。
南條純子という占星術師の女性の身体と精神を借り、バキューモンの脅威を地球に訴える。「かに座の精」とも言われているため、かに座の星々と感応する肉体を持ち、星がバキューモンに呑み込まれるたびに激しい苦痛に襲われ、それが地球上で暴れる結果を呼ぶ。ウルトラマンジャックとの戦闘で両手をウルトラブレスレットで切断されるも、やがてザニカの真意を悟ったジャックに救われる。最後はバキューモンが倒れたことで正気を取り戻し、ジャックに礼を告げるようなポーズを見せて帰って行った。
- スーツアクター：遠矢孝信（ノンクレジット）[12][7]
- デザインは熊谷健が担当した[出典 107]
- デザインモチーフは、カニの唐揚げ[出典 108]。
- 放送当時の学年誌の記事では、バキューモンが倒されたために元に戻った故郷のかに座で元気に暮らしており、切断された腕も大分回復した旨が記載されている[90]。
- 映画『大怪獣バトル ウルトラ銀河伝説 THE MOVIE』では、ベリュドラの首を構成する怪獣の1体となっている[26]。
- 『ウルトラゾーン』第4話では、ミニコーナー「怪獣ことわざ」に「触らぬザニカに祟りなし」という絵が登場する[150]。
- 『新ウルトラマン列伝』では、切断された腕についてSD劇団に「まあそのうち生えてくるやろ」とコメントされている。

## 暗黒怪獣 バキューモン
第23話「暗黒怪獣 星を吐け!」に登場。
宇宙に存在する怪獣。その姿は煙のようなものに包まれ、外見は「怪獣」というよりも「命あるブラックホール」という印象である。体内はもの凄い圧力が発生しており、地球を角砂糖1個のサイズに圧縮するとされている。全宇宙の天体を吸収しようとして、ザニカの故郷であるかに座や北斗七星などを含んだ数々の惑星や星座を吞み込むが、最後はウルトラマンジャックのブレスレットニードルで体内を穴だらけにされ、食べた星を吐き出して消滅していった。
- デザインは熊谷健が担当した[出典 111]。デザイン画では口や眼がある人の顔のような姿をしていた[102][14]。

## マンション怪獣 キングストロン
第24話「戦慄！ マンション怪獣誕生」に登場。
明夫少年に持ち帰られ、マンションの壁に染み込んだクプクプの破片が細胞分裂を繰り返して誕生した宇宙怪獣と地底怪獣の特性を併せ持つ怪獣。マンション内の部屋を破壊し、その後に駆けつけた岸田と郷にマットシュートで撃たれるが、そのレーザーのエネルギーを吸収して巨大化する。スペシウム光線をも撥ね返す強固な甲羅のほか、口には牙、鼻には鋭い角、背中には二本角、下半身には「つ」の字型の尻尾を持つ。武器は尻尾の先から発射する熱線（熱光線）と、口から放射する高熱火炎。弱点は背中の角で、怒ったときに前方を向いているがそれを後方に向けられると動けなくなる。最後はウルトラブレスレットを受け、白骨と化した。
- スーツアクター：遠矢孝信[12][7]
- デザインは熊谷健が担当した[出典 114]。実際の造形では手足と頭は濃緑に変更され、甲羅はデザインに準拠して赤みを帯びた渋い色調に抑えられた[14]。
- 内山まもるの漫画版『帰ってきたウルトラマン』では、宇宙から地球に流れてきた怪獣の破片から誕生した怪獣とされている。

### 宇宙小怪獣 クプクプ
第24話「戦慄！ マンション怪獣誕生」に登場。
信州山中に落下した隕石の中にいた小型宇宙怪獣。人間に危害を加えることはないが、正体が不明だったことからMATに危険視された結果、MATのレーザーガンSP-70によって爆破され、火炎放射器で焼却される。だが、その飛び散った細胞の破片を怪獣好きの少年・高田明夫が拾って持ち帰ったことから怪獣キングストロンが誕生することになった。
- デザインは熊谷健が担当した[7][14]。劇中での誕生の経緯からディテールが皆無な無特徴なデザインとなっている[14]。
- 『ウルトラゾーン』第19話でのミニコーナー「怪獣ことわざ」には、「笑う門にはクプクプ来たる」という絵が登場する[152]。

### 『レッドマン』に登場するキングストロン
特撮テレビ番組『レッドマン』第45話・第50話に登場。
- 第45話：ザウルスと共にレッドマンと戦うが、投げ飛ばされて倒される。
- 第50話：ステゴンに倒され、レッドマンとは戦わずに終わる。

## 隕石怪獣 ザゴラス
第25話「ふるさと地球を去る」に登場。
有史以前、群馬県の愛野村こと銀河系第3惑星・ザゴラス星から来た隕石に付着していた地底の微生物が放射性元素およびメリュアイトの影響によって突然変異した怪獣。ザゴラス星の接近によりその引力で引き寄せられた直径3キロメートルの愛野村の浮遊反応を受け活動を始める。武器は口から放射する高熱火炎。特徴として団扇のような尻尾を持つ。最後はウルトラマンジャックによって浮遊した愛野村と衝突させられ、粉々になった。
- スーツアクター：遠矢孝信[7]
- デザインは米谷佳晃の原案をもとに熊谷健が手がけた[出典 120]。米谷はオオサンショウウオをモチーフとし、尾を扇形にすることもこの時点で提案している[153][14]。決定稿や着ぐるみではカエルに近いものとなっている[14]。両手の水かきは造形段階でオミットされた[14]。
- その他の作品に登場するザゴラス
  - 特撮テレビ番組『レッドマン』第58・68・108・113・118・119話に登場。

## 昆虫怪獣 ノコギリン
第26話「怪奇! 殺人甲虫事件」に登場。
三本角のクワガタムシのような外見を持つ、「殺人甲虫」と呼ばれる宇宙昆虫怪獣。劇中では坂田次郎たちに「銀色の羽の三本角のノコギリクワガタ」と呼ばれていた。突如、隕石とともに地球に飛来する。地球の昆虫と違うのはこの状態でも破壊光線を放てることで、シェーバーやヘアドライヤーなどのモーター音を敵の羽音と勘違いし、それらを使用していた人間を殺害したことから、存在が発覚する。MATに捕獲・処分されることとなるが、その際にスペースレーザーガンのレーザーを吸収し、人間大に大型化して地中へ逃亡した後、さらに50メートルまで巨大化して地上に出現する。武器は頭頂部の角から発射するレーザー（レーザー光線）で、体躯に比例して建物も破壊できるようになっている。頭部の大顎も強力な武器となり、設定ではマッハ10で飛行する。
ウルトラマンジャックとの戦いではスペシウム光線を平然と受けきり、大顎で締め上げて苦戦させる。しかし、その直後にマットバズーカで左目を破壊されたうえ、角をウルトラスパークで切断され、形勢は逆転する。最後はジャックのウルトラブレスレットを受けて昏倒したところにウルトラショットを受け、粉砕された。
- スーツアクター：遠矢孝信[7]
- デザインは熊谷健が担当した[出典 124]。モチーフはカブトムシとノコギリクワガタ[128][14]。
- 小型時のミニチュアは、『緊急指令10-4・10-10』に登場する黄金虫（黄金のカブト虫）に改造された[92]。

### その他の作品に登場するノコギリン
- 『ウルトラマンA』第12話にて、北斗星司がサボテンダーの処分方法について意見した際に「宇宙昆虫がレーザーを浴びて巨大化した前例がある」とノコギリンの事例に触れている。
- 特撮テレビ番組『レッドマン』に登場。第32・35・38話に登場。
- 映画『大怪獣バトル ウルトラ銀河伝説 THE MOVIE』ではベリュドラの右腕を構成する怪獣の1体となっている[26]。
- 漫画『かがやけ ウルトラの星』では怪獣軍団の一員として登場。ガッツ星人に率いられて中部地方に出現する。

## 八つ切り怪獣 グロンケン
第27話「この一発で地獄へ行け!」に登場。
地底に棲息し、長野県の松本市の観音寺に突如出現する怪獣。武器は観音像も瞬く間に切り裂く両腕の回転鋸。また、頭部、顎、背中、腹にある鋸も武器。尻尾の力を活かした飛び蹴り（グロンケンキック）も得意技。最後はウルトラスパークで首を斬られ、その首をウルトラキックで蹴り落とされた。
- スーツアクター：遠矢孝信[12][7]
- デザインは米谷佳晃が担当した[出典 127]。米谷が初めてデザインした怪獣である[出典 128]。脚本での仮称「アンバランス」をコンセプトに、従来の怪獣の背びれが並ぶ硬質な皮膚のデザインを前面、腹部のディテールのデザインを背面に配したり、顎下から牙を生やすなどしている[出典 129]。検討用デザインでは目も口の下に位置していたがグロテスクすぎるということで修正された[157]。キックボクシングを題材としたストーリーであったことから、手はボクシンググローブ、全体のプロポーションはカンガルーをモデルとしている[157]。
- スーツの回転ノコギリは手動で動かしている[153][158]。
- 鳴き声はゴジラの流用[159]。

### その他の作品に登場するグロンケン
- 特撮テレビ番組『レッドマン』に登場。第43・46・47・49・82・83話に登場。両腕の回転ノコギリがなくなっている。
- 映画『大怪獣バトル ウルトラ銀河伝説 THE MOVIE』ではベリュドラの右腕を構成する怪獣の1体となっている[26]。
- 漫画『かがやけ ウルトラの星』では怪獣軍団の一員として登場。ナックル星人に率いられて東京に出現し、ウルトラマンタロウと戦う。

## 台風怪獣 バリケーン
第28話「ウルトラ特攻大作戦」に登場。
各地で生理現象的に発生した大型台風の中心にいた怪獣。クラゲが台風の力を得て巨大化したものとされる。定期的に頭部を高速回転させて台風を起こし、その速度に比例して風を強める。両手の触腕は強力な武器で、相手を締め上げたり鞭のように攻撃する。体を横にして脚部から相手に絡みついて高圧電流を放射することも可能。頭部の赤い発光器官を光らせ、目標を爆発させるという技も持つ。口はガスを噴射するだけでなく、スペシウム光線をも吸収してエネルギーにする。しかし、最後はウルトラマンジャックのウルトラプロペラで起こした竜巻によって宇宙空間に運ばれ、粉砕された。
- スーツアクター：遠矢孝信[12][7]
- デザインは米谷佳晃が担当した[出典 132]。米谷は台風をモチーフとした怪獣をどう描くか悩んでいたところ、熊谷健からクラゲをモチーフとすることを提案され、頭に大きな傘状の部位を持ってきて、人体のプロポーションを消し去り、地方の祭りなどで大きな傘状のものを頭から被り、腹を顔に見立てて踊る腹芸が思い浮かんだため、「台風の目」から連想して巨大な目を組み合わせており、デザインを行った[153][14]。このことから熊谷がデザイン原案と記述している資料もあるが、彼はデザイン画自体は描いていないとされ、ラフ画から米谷がすべてデザインを起こしている[153][158]。米谷は事前にプレゼン用に「台風怪獣サイグロン」という鎧で武装したインドサイのような怪獣を描いており、それがバリケーンの誕生につながったという[14][158]。
- 造形物は着ぐるみのほか、頭部に自転車の車輪を用いた回転ギミックを持つ1メートル大のミニチュアが作られた[出典 133]。米谷が頭部を回転させることを提案するとスタッフからは渋る意見が出たが、佐川和夫がミニチュアを制作することを提案し、実現に至った[153][158]。
- 着ぐるみは『緊急指令10-4・10-10』のアマゾンの吸血鬼に改造された[出典 134]。

### その他の作品に登場するバリケーン
- 映画『大怪獣バトル ウルトラ銀河伝説 THE MOVIE』ではベリュドラの右腕を構成する怪獣の1体となっている[26]。
- 『ウルトラゾーン』第11話では、アイキャッチでライフセーバーに救助されている姿が描かれている[162]。
- 漫画『かがやけ ウルトラの星』では、怪獣軍団の一員として登場。ナックル星人に率いられて東京に出現し、ウルトラマンタロウと戦う。その後、他の怪獣と合流してウルトラ兄弟と戦うが、Aのウルトラサンダーを受けて倒される。

## やどかり怪獣 ヤドカリン
第29話「次郎くん怪獣に乗る」に登場。
MATの宇宙ステーションNo.5に取りついて地上に落ちてきた宇宙怪獣。名前の通り、ヤドカリの如く次々と殻を求めて移動する。武器は両手の鋏と、鋏から噴射する毒液。設定では宇宙空間をマッハ7で飛行するとされる。
MATのナパーム弾で宇宙ステーションNo.5からあぶり出された後、ウルトラマンジャックのウルトラランスで串刺しにされると最後はスペシウム光線を受けて炎上し、絶命した。
- スーツアクター：遠矢孝信[12][7]
- デザインは米谷佳晃が担当した[出典 138]
- デザインは背中に背負う宇宙ステーションNo.5の大きさも考慮し、ウルトラマンの目線との高低差を付けるため、スーツアクターが膝立ちすることを前提に描かれた[出典 139]。そのため、足の裏を平らにしなかったことで、現場で立とうとしても立てないように作っている[158]。これについて特撮監督の佐川和夫は了解していたが[153]、その結果スーツアクターの遠矢は膝に激痛を受けながら演技することになり、米谷はスタッフから演技が難航したことを嘆かれたという[164]。
- 着ぐるみは、倒されるシーンで実際に火が付けられて燃やされた[164]。
- 予告編ではジャックを持ち上げている姿が紹介されていたが、劇中では使用されていない。
- テレビアニメ『SSSS.GRIDMAN』第9話では、新条アカネがヤドカリンについて言及している[165]。

## 水牛怪獣 オクスター
第30話「呪いの骨神オクスター」に登場。
化石時代の水牛の生き残りが変化した怪獣。死んだ仲間の骨を守るため、仲間の骨を奪おうとする者を次々と殺害する。また仲間の骨の在処を教えた張本人である山小屋の老人も容赦なく捕食する。武器は口から吐き出す溶解液と、水牛の名残である角、伸縮自在の舌。設定では全身から電気を放射するとされる。水中戦でウルトラマンジャックを苦戦させるが、地上では動きが鈍くブレスレットの水蒸発能力により湖の水がすべて干上がって呼吸できなくなったため、形勢は逆転する。最後はスペシウム光線で倒されてウルトラショットで白骨化すると、蒸発から転じた豪雨で元に戻った湖の底へ仲間の亡骸と共に沈み、水牛を祀っていた廃社もそれと共に倒壊した。
- スーツアクター：遠矢孝信[12][7]
- デザインは井口昭彦（高橋昭彦）が担当した[出典 144]。井口がデザインを手がけた最初の怪獣である[168][14]。モチーフは水牛と牛骨[168][169]。井口は脚本の内容から動きが少ないと判断し前肢のみの形状としたが、デザイン画では四足歩行怪獣の変形として描かれていたのに対し、実際のスーツでは角の部分に腕を入れる二足歩行怪獣として造形された[168][14]。首の付け根から胸にかけての赤い部分は検討稿に準じた形となっている[14]。井口は後年のインタビューで「造型にかなり助けられた」と述べている[168]。

### その他の作品に登場するオクスター
- 映画『大怪獣バトル ウルトラ銀河伝説 THE MOVIE』では、ベリュドラの胴体を構成する怪獣の1体となっている[26]。同作のイメージボードにも姿が描かれている[170]。
- 内山まもるの漫画版『帰ってきたウルトラマン』では、咆哮によって農家の牛を暴れさせる能力も見せている。
- 漫画『ザ・ウルトラマン』では、光の国が壊滅した際に他の怪獣たちと共に喜んでいたが、ジャッカル軍団に釘を刺されている。
- 漫画『かがやけ ウルトラの星』では、海底火山の噴火の影響で復活して村を襲うが、駆けつけるウルトラマンタロウに先んじて現れたウルトラキングのスター光線で倒される。

## 宇宙怪人 ゼラン星人
第31話「悪魔と天使の間に....」に登場。
武器は目からの破壊光線で、地球人を消滅させる力を持つ。常に背負っているランドセルは磁力発生装置を兼ねたコンピュータになっている。狡猾な性格をしており、伊吹隊長の娘・美奈子の友達で聴覚障がいを持つ言葉の不自由な少年・風間輝男に化けて郷をテレパシーで執拗に挑発する。それに合わせて囮怪獣プルーマを使い、ウルトラマンジャックを誘き出してウルトラブレスレットを使わざるをえない状況に追い込む。プルーマがジャックに倒された後のウルトラスパークを自身の開発した磁力発生装置で遠隔操縦し、ジャックを倒そうとした。作戦は成功してジャックを絶体絶命の危機に追い込むが、郷秀樹の言葉を信じた伊吹隊長に病院の霊安室内で操作しているところを発見され、発射した怪光線を避けられて磁力発生装置をマットシュートで破壊される。最後はマットシュートを輝男の姿の喉に受け、絶命した後に初めて素顔をさらす。
- 風間輝男（人間体）/ゼラン星人（変身後）[173][7]：永吉健太郎
- 声：梶哲也（ノンクレジット）[12][7]
- デザインは米谷佳晃が担当した[出典 147]。本編監督の真船禎からの「醜さを出して欲しい」という要望を元に、梅干しをモチーフに顔が描かれた[153][14]。デザイン画は2014年に米谷の自著で初公表された[172]。当初は姿を見せることであったため、全身が描かれたが、監督の真船の「子供の愛らしさとのギャップを顔で見せたい」という意向から変更となった[14]。未使用に終わったデザインでは手先はプルーマとの共通性を持たせている[14]。
- 『帰ってきたウルトラマン』において初めて登場する侵略宇宙人[172]。
- マスクは頭髪を施されてメイツ星人に流用された[172]。

### 『ウルトラギャラクシー大怪獣バトル NEVER ENDING ODYSSEY』に登場するゼラン星人（RB）
『ウルトラギャラクシー大怪獣バトル NEVER ENDING ODYSSEY』第3話「大暴走！ レイオニックバースト」に登場。「RB」は「レイオニクス・バトラー」を意味する。
ゼラン星のレイオニクスバトラーであり、アーストロンを操る。ガルベロスを操るナックル星人（RB）とレイオニクスバトルを行うも、翻弄された末に倒されたアーストロンの爆発に巻き込まれ、事態が把握できないまま死亡する。
- 声：岡崎聖
- スーツアクター：福田大助

### 『ウルトラマンオーブ』に登場するゼラン星人
『ウルトラマンオーブ』第18話「ハードボイルドリバー」に登場。
過去の個体と比べると、頭部が赤っぽくなっているのが特徴である。何らかの悪事を働いていた様子で派手な色に汚れ、ビートル隊の渋川一徹に追いかけられていたが、その後の顛末は描写されていない。

### 『ウルトラマンジード』に登場するゼラン星人
第11話に登場する個体
『ウルトラマンジード』第11話「ジードアイデンティティー」に登場。
シャドー星人ゼナ率いるAIBの一員として地球人の男性に擬態し、オープンカフェで一般客たちに紛れて伏井出ケイを監視していたが、ウルトラマンベリアルとの超光速通信で監視に気づいたケイに逆襲されて正体を現し、盗聴器を破壊されてもがき苦しむ。

第15話に登場する個体
『ウルトラマンジード』第15話「戦いの子」に登場。
かつて街の片隅でうずくまって苦しそうにうめいていたところ、就職先に迷っていた当時の愛崎モアにその声を聞きつけられ、手当てを受ける。遅れて駆けつけたゼナの様子から不法滞在していたため、彼に追われていたが、怖がらずに手当てに勤しむモアの姿はゼナの心を動かし、AIBについての説明を受けた彼女はAIBへの就職を決めることとなる。

### ゼラン星人オショロ
『ウルトラマンタイガ』第11話、第12話に登場。
地球侵略のために手に入れた吸血怪獣ギマイラをコントロールすることのできる魔法使いを探して麻璃亜を拉致するが、ヒロユキとホマレの妨害に加えて地中世界をギマイラに荒らされ逃げてきた地底怪獣 パゴスを見て撤退。その後タイガとの戦闘で傷付いたギマイラの完治を待つが、トレギアの策略により気絶させられる。ギマイラが倒された後は「俺の夢も叶えろよ」と捨て台詞を吐きながら宇宙船で去っていった。
ことあるごとに「説明書に書いてある」と話したり、説明書に詳しく書かれていないことに対して癇癪を起こしたりと説明書に固執している。または会話する際、足で謎のリズムを取る癖がある。
- 演:久保田武人
- スーツアクター：永地悠斗
- ゼラン星人の登場は、監督の辻本貴則の提案による[184]。プロット段階ではシリアスなキャラクターと想定されていたが、霧崎（ウルトラマントレギア）との対比から軽いキャラクターとなった[184]。
- 演じる久保田の起用も辻本の提案によるもので、辻本は以前から起用の機会をうかがっていたと述べている[184]。足のリズムは、久保田の特技であるタップダンスを取り入れたもので、辻本からの無茶振りであったという[184]。

### 『劇場版 ウルトラマンタイガ ニュージェネクライマックス』に登場するゼラン星人
映画『劇場版 ウルトラマンタイガ ニュージェネクライマックス』に登場。
宇宙人たちのアジトにいた星人の1体。カナとガイに軽い身のこなしで他の宇宙人とともに挑むが、戦闘能力が低くあっけなく倒される。

## 囮怪獣 プルーマ
第31話「悪魔と天使の間に....」に登場。
桐が丘小学校の地底から現われたゼラン星人の操る怪獣。プルーマのその目的は、ウルトラマンジャックにウルトラスパークを使わせること。武器は口から放射する熱線と、牙に仕込まれた青酸カリの10倍の猛毒。全身を覆う硬い外殻は体当たりを得意とするほか、スペシウム光線を撥ね返す。最後はウルトラスパークで首を切られて倒され、緑の体液を垂らしながら消滅するがゼラン星人の目的は達成され、ジャックも危機に陥ることとなった。
- スーツアクター：遠矢孝信[12][7]
- デザインは米谷佳晃が担当した[出典 153]
- デザインモチーフはオオアルマジロ[出典 154]。米谷はデザイン画では別名を鋼鉄竜としており、同じく米谷が手掛けた『ミラーマン』の鋼鉄竜アイアンに引き継がれている[188][153]。
- 『ウルトラ怪獣攻げき技大図鑑』では、熱線が「パルサーショット」と名づけられた。
- 着ぐるみは『ミラーマン』に登場するダストパンに改造された[189]。書籍『ミラーマン大全』では、ダストパンのデザインはプルーマの改造を前提としていたのではないかと推測しているが[190]、米谷は自著の中でこれを否定している[191]。
- ゼラン星人には「プルーマー」と呼称される。

### その他の作品に登場するプルーマ
- 特撮テレビ番組『レッドマン』に登場。
- 映画『大怪獣バトル ウルトラ銀河伝説 THE MOVIE』ではベリュドラの左腕を構成する怪獣の1体となっている[26]。
- 漫画『かがやけ ウルトラの星』では怪獣軍団の一員として登場している。メトロン星人に率いられて九州地方に出現するが、ゾフィーのスペシウム光線を受けて倒された。

## 変幻怪獣 キングマイマイ
第32話「落日の決闘」に登場。
幼虫
竜神トンネル付近の地底に氷漬けになって眠っていた怪獣。頻発する地震によって目覚め、武器は尻から噴出する黄色い爆発性のガス。マットビハイクルのロケットランチャーやマットバズーカの攻撃を受けても動じないが、偶然キングマイマイによって空中に飛ばされた上野が背負っていたリュックの中に入っていた爆薬で、右腕を爆破される。
成虫
夕日を浴びて脱皮して変態した姿。幼虫時に切断された右腕は再生されている。武器は口から噴射する凝固性の粘着糸。背中の翼で飛行が可能であり、設定ではマッハ6の速度とされる。また、風速100メートル以上の突風を放つこともできる。戦法として死んだふりからの騙し討ちを得意とする。
洞窟から脱出したウルトラマンジャックと戦うが戦闘中にジャックによって尻尾の骨を折られ、背中の翼も滅茶苦茶に圧し折られる。スペシウム光線を放つ直前に、前述の死んだふりからの騙し討ちでジャックの身体を口から吐く糸で縛り上げるが、ジャックのウルトラスピンで糸を振り払われる。最後は口にブレスレットボムを投げ込まれ、倒された。
- スーツアクター：遠矢孝信[7]
- デザインは幼虫・成虫とも池谷仙克が担当した[出典 160]。池谷はすでに美術を降板していたが、旧知の特殊技術の大木淳が本編を初担当するため、大木からの依頼を受けて手掛けた[16][14]。デザインは恐竜型にした昆虫の幼虫という発想であったが、実際には幼虫にはチョウのサナギの要素が入っている[16][14]。初稿では幼虫は四足歩行で、羽化することで二足歩行に切り替わるというイメージであった[14]。成虫はデザイン画では翼を折り畳むギミックが考えられていた[14]。池谷は着ぐるみの翅の質感に不満を抱いていたという[14]。
- 書籍『大人のウルトラ怪獣大図鑑』では、各形態を幼獣、成獣と記述している[100]。
- その他の作品に登場するキングマイマイ
  - 内山まもるによる漫画版『帰ってきたウルトラマン』では、ナックル星人が復活させた怪獣として登場。ウルトラマンと戦い、すぐに倒される。
  - 特撮テレビ番組『レッドマン』第33話では、成体が登場。エレキングと共に登場するが、2匹ともレッドアローでレッドマンに倒される。

## 宇宙調査員 メイツ星人
第33話「怪獣使いと少年」に登場。
メイツ星から地球の風土や気候の調査にやってきた人間に友好的な宇宙人。地球人の姿になって金山 十郎（）という偽名を使い、父が行方不明になって天涯孤独となっていた少年・佐久間良と親子のように暮らすが、それがもとで良自身が宇宙人ではないかという噂が立ち始める。武器は手から発する念動力で、劇中では中学生の不良グループを浮遊させるほか、良に襲いかかった中学生の不良グループが連れてきた犬を目の前で爆殺する。巨大魚怪獣ムルチをも地底に封じ込める念動力を持ち、自分の宇宙船も河原の地底に隠していた。しかし、汚れた地球の大気に身体を蝕まれて重病を患って衰弱した結果、自らの宇宙船を掘り返すこともできずに故郷へ帰れなくなる。最後は、宇宙人であることを敵視して暴徒と化した市民から良を救うために自らの正体を告白し、暴徒に加わっていた警官に射殺される。その直後、ムルチの封印が解けて川崎市街地の破壊へつながる。
- 演：植村謙二郎（金山十郎）
- 頭部マスクは米谷佳晃がデザインしたゼラン星人の流用。米谷は、流用された件については現場処理によるものであり、メイツ星人としてのデザインは存在しないと推測している[201]。
- 本話の内容は関東大震災の際に起きた朝鮮人の虐殺がヒントになっており、脚本を執筆した上原正三は同じく迫害を受けていた琉球人として他人事と思えなかったことを述べている[202]。また、「金山」という姓は在日コリアンに多いものを名乗らせたもので、良は北海道江差出身のアイヌという裏設定があったことを、後年に明かしている[203]。監督を務めた東條昭平は、脚本から返還前における沖縄の人々の心情がひしひしと伝わってきて、それを大切にしようと思ったと述べている[204]。
- 差別・人権問題を扱った本話はウルトラシリーズの中でも陰惨なエピソードとして有名であり、同作の脚本を手がけた上原によると当時は「局内から『これは放送してはいけないんじゃないか』という声もあった」という[205][206]。また、内容の陰惨さからTBS側が納品を拒否し、制作側が編集をやり直したという[207]。予告では良の前を少女が泣きながら走るシーンや、街に出た彼に人々が石を投げるシーンがあるが、前述の理由から本編ではカットされている。
- 金山が住むバラックは、河原に実在していたものをほぼそのまま使用している[208]。
- 脚本では、市民の前に現れる際は宇宙人の姿であった[200]。当初の撮影では、金山は竹槍で刺されて殺害されるという展開であったが、TBS側からの要請を受けて警官が銃を撃つシーンが追加された[209][204]。東條は、金山が殺害される場面について、憎しみの象徴としての残虐性を狙ったことで竹槍による殺害を考えていたと述べている。また、劇中で雨の中のシーンとなったのは東條の意向ではなく、撮影中に偶然雨が降ってきたからである[209]。
- 中学教師でもある評論家の神谷和宏は、後年に生徒たちへの教育の一環として本話を授業で観賞させたうえで感想を書かせており、その様子は2006年放送の報道番組『筑紫哲也 NEWS23』 (TBS) でも取り上げられたという[210]。

## 巨大魚怪獣 ムルチ
第33話「怪獣使いと少年」に登場。
魚類と動物の中間生物である怪獣。腕、脚、尾に水色の斑点模様がある。川崎の河原に激しい雨とともに出現して暴れていたところ、善良な宇宙人であるメイツ星人の超能力で高速道路付近の河原の地底に念動力で封印されていたが、公害による大気汚染で衰弱したメイツ星人が宇宙人を恐れる民衆から少年の良を助けようとして警官に射殺されたため、封印が解けて復活する。
武器は口から吐く高熱の強力な破壊光線や、ビルを叩き壊せる怪力に長い尻尾と両腕の巨大なヒレ。復活後は人間たちを襲い、周囲の工場を壊滅させる。その惨状を自業自得と評して応戦を拒むものの変身した郷秀樹=ウルトラマンジャックとの戦いでは、怪力を活かした張り手などで善戦するが、最後はウルトラリフターで炎上する建造物の中へ投げ込まれ、スペシウム光線で撃破される。
- スーツアクターは遠矢孝信と記載されている資料もあるが[12]、遠矢は『スペクトルマン』の九州ロケに参加していたため、当時所属していたジェファーの若手が演じたと証言している[212]。
- デザインは熊谷健[出典 169]。頭部はサケがモチーフ[出典 170]。デザイン画では体表に模様が存在した[52]。
- 予告編では「必殺ブレスレットが飛ぶ」と告知されているが、本編ではウルトラブレスレットは使われていない。
- 2020年1月25日には、テアトル新宿にて開催されたオールナイト映画祭イベント「コアチョコ映画祭 HARDCORE CHOCOLATE GRINDHOUSE'20」で本話が上映された[214]ほか、同イベントの開催を記念してムルチのTシャツがハードコアチョコレートから発売された[215]。

## 合性怪獣 レオゴン
第34話「許されざるいのち」に登場。
郷秀樹の旧友である生物学者の青年・水野一郎が「すべての生命は1つ」という信念のもと、どの種にも属さない生物を作ろうと手を尽くした結果に生まれた動物と植物の中間生命体怪獣。水野が発見したα-レオン電磁波を長時間照射してトカゲとウツボカズラの命を合成させ、産卵された卵から全長30センチメートル前後の状態で孵る。水野に「レオゴン」と名付けられ、生物研究所を逃走した後には巨大化して芦ノ湖に出現する。背中の左右にあるウツボカズラから伸ばす蔓で相手を搦め捕り、自分が圧し掛かる戦法を得意としており、水野もこの蔓で捕食されている。しかし、最後はウルトラマンジャックのウルトラスパークでウツボカズラと両前足を切断されて沈没し、爆発した。事件解決後、α-レオン電磁波投光器は次郎によって燃やされた。
α-レオン電磁波投光器に変換器を付けて放たれるというβ-レオン電磁波に弱いらしいが、劇中ではそれを用いることなくジャックに倒されている。
- スーツアクター：遠矢孝信[12][7]
- デザインは米谷佳晃が担当した[出典 173]。デザイン原案は小林晋一郎[出典 174]。
- オープニングのテロップでは「合性怪獣」と表記されているが、資料によっては「合成怪獣」と表記されている[出典 175]。脚本では「中性怪獣」と記述されていた[218]。
- 第34話の原案は、当時高校生の小林晋一郎が円谷プロダクションに郵送して採用されたものである[217][153]。小林のインタビュー記事によれば、小林の描いた原案ビジュアルは「ベムラーの手の部分を葉っぱにして全身を緑色にした感じ」だった[219]。
- 米谷によれば、小林の書いた直立歩行型のデザインを水場での撮影になるとわかっていて、あえて撮影の困難な四足歩行型にしており、特撮監督の佐川ならば過去にないものに挑戦してくれるだろうという思いであったことを述べている[153][158]。米谷はウツボカズラの部分だけを潜水艦の潜望鏡のように水面に出すという描写も想定していたが、実現には至らなかった[153][158]。ウツボカズラ部分の付け根の房はライオンの鬣をイメージしており、レオゴンの名前の由来にもなっている[153][14]。
- 後年、小林は映画『ゴジラvsビオランテ』の原案公募でも採用されており、バイオテクノロジーの倫理上の問題点をテーマにしている点、登場怪獣のビオランテが植物と動物の融合怪獣である点、出現場所が芦ノ湖である点などが共通している[220][217]。米谷もビオランテの検討用デザインとして、レオゴンをイメージソースとする案を提出している[217][153]。
- 映画『大怪獣バトル ウルトラ銀河伝説 THE MOVIE』ではベリュドラの胴体を構成する怪獣の1体となっている[26]。

## 光怪獣 プリズ魔
第35話「残酷! 光怪獣プリズ魔」に登場。
物質の近くまで限りなく凝縮された光が物体化した怪獣。その姿は、天然の水晶を思わせる。南極の氷山に閉じ込められ、長らくその活動を停止していたが、太陽黒点が変動した影響で南極の氷が溶けたことで活動を再開する。夜になるとエネルギー源である光を求め、人工的に生み出された光のあるところにオーロラから噴出した白い霧と共に舞い降りる。相手を引き寄せるプリズム光線などを放つが、最大の武器はオレンジの結晶化光線。これはあらゆる物を結晶化して分解する光線で、これで物質や生物を光に変えて体内に取り込み食料としている。昼間は太陽光線で十分に満ちているため、活動は夜間に限定される。
ウルトラマンジャックとは二度戦い、初戦では強固な体と光線攻撃でジャックの攻撃を全く寄せ付けない。逆に吸引光線でジャックを引き寄せ全身から高熱を発し、ジャックの体を焼き、ジャックに光線を浴びせ異空間に閉じ込めようとするなどピンチに追いやるが夜明けと共にプリズ魔が消え去り、引き分けの形となる。
二度目の戦いで、MATの作戦で球場のナイター照明におびき寄せられたところを冷凍弾で外側を冷やされ、最後は体内に侵入したジャックが体を結晶化されつつも内側からスペシウム光線を発射し、急激な熱膨張により破裂。その破片は空に還っていった。
- 操演[注釈 34]：遠矢孝信[出典 180]
- 名称およびモデルは劇中でも説明されているプリズムより。
- デザインは井口昭彦が担当した[出典 181]。米谷佳晃が検討用デザインを手掛けているが、顔や足のある怪獣然としたものであった[223][14]。このデザインコンセプトは『ミラーマン』のコールドンの検討用デザインにも引き継がれたが、こちらも採用されなかった[224]。第35話の脚本を務めた岸田森との打ち合わせを基にイメージしたデザインとなっている[14]。2021年現在、米谷による検討デザインはあるが、井口による決定稿のデザイン画は発見されていないという[14]。
- その他の作品に登場するプリズ魔
  - 映画『大怪獣バトル ウルトラ銀河伝説 THE MOVIE』ではベリュドラの左腕を構成する怪獣の1体となっている[26]。
  - オリジナルビデオ作品『ウルトラ銀河伝説外伝 ウルトラマンゼロVSダークロプスゼロ』の脚本では、次元トンネルでの戦闘シーンにてプロットの「エネルギー生命体」から発展してプリズ魔の登場が予定されていたが、最終的にニセウルトラ兄弟（SRチーム）へ変更された[225]。
  - 『ウルトラマンオーブ』のメイン監督田口清隆とメインライター中野貴雄による私案「エピソード10構想」では第5章（エピソード5-1）に登場[31]。ルサールカに出現し、ウルトラマンオーブに倒されるが、その怪獣カードはジャグラーによってマガゼットンの復活に利用された[31]。
- テレビアニメ『新世紀エヴァンゲリオン』に登場する第5使徒ラミエルのデザインに影響を与えた。そのため、ラミエル登場時の効果音にはプリズ魔と同じものが使われている[226]。

## 吸血宇宙星人 ドラキュラス
第36話「夜を蹴ちらせ」に登場。
カーミラ星と呼ばれている惑星から宇宙船に乗り、人間の女性を皆殺しにして地球人類を根絶やしにしようと地球に侵入した宇宙人。変身（巨大化）した時の外見はまるでコウモリのようであり、他の生物の血液やエネルギーなどを吸収して生きている。
地球への侵入後は半年前に心臓麻痺で死亡した鈴村みどりの遺体に憑依し、その妹を名乗ってみどりの姿のまま彼女の生前の知人たちの生き血を次々と啜って殺害する。MATの調査により正体が露見し、飛行能力により逃走するも乗っていた宇宙船がマットアロー1号の攻撃により墜落した後、巨大化してウルトラマンジャックと戦う。ジャックのことを「宇宙人に味方しない裏切り者」と非難する。
武器は口からの毒噴煙と赤い光線。毒噴煙には相手を麻痺させる効果がある。また、牙も武器となっており、毒噴煙を浴びせて動きを封じたジャックの肩に背後から牙を突き立て、血の代わりにエネルギーのほとんどを吸い取る。夜行性のため、弱点は眩い光。最後はジャックが投げたウルトラブレスレットから閃光を浴びせられ、怯んだところにウルトラクロスを心臓に刺され、絶命した。遺体は灰になって散り、その場にはみどりの死体が残されていった。
- 演（人間体）：戸部夕子
- 声：梶哲也（ノンクレジット）[12][7]
- スーツアクター：遠矢孝信[12][7]
- デザインは井口昭彦が担当した[出典 185]。全身とは別に頭部のデザインが起こされている[14]。
- 宇宙船のプロップは、後に『ジャンボーグA』でグロース星人の宇宙船として流用された[228][229]。
- その他の作品に登場するドラキュラス
  - 特撮テレビ番組『レッドマン』に登場。
  - 漫画『かがやけ ウルトラの星』では、怪獣軍団の一員として登場。巨大ヤプールに率いられて四国地方に出現し、ウルトラマンAと戦う。後に他の怪獣と合流してウルトラ兄弟と戦うが、Aのウルトラサンダーを受けて倒された。

## 暗殺宇宙人 ナックル星人
第37話「ウルトラマン夕陽に死す」、第38話「ウルトラの星光る時」に登場。
地球侵略や、その障害となるウルトラマンジャックの抹殺とMATチームの壊滅を狙う宇宙人。目から光線（破壊光線）を発射できるほか、優れた体術を持つ。人間への変身能力も持っており、リーダー格は宇宙電波研究所の所長に、配下たちは電波研究所の所員にそれぞれ擬態した。研究所内には、侵入者を捕らえるための冷凍ガスや静止光線も備わっている。
シーゴラスやベムスターなど、自分たち以前に出現した怪獣たちを再生してジャックの戦力・能力を分析し、そのデータを元にブラックキングを鍛えあげる。MATが開発した液化火薬サターンZを強奪したうえ、ジャック=郷秀樹の心の拠り所になっている坂田アキを狙い、彼の心の動揺を図る。車でアキを拉致しようとして結果的に彼女とその兄・坂田健を殺害し、それによって冷静さを欠いたジャックをブラックキングが圧倒する中、リーダー格が巨大化してブラックキングを援護したうえ、ジャックが太陽エネルギーをあまり補給できない日没前だったことも重なり、ジャックに勝利して仮死状態に追い込んだ。
ジャックを捕獲してスペースジャイロでナックル星に曳航した後、電波研究所からの妨害電波でMAT基地の機能を麻痺させ、MATに12時間以内の全面降伏を要求してMATの宇宙ステーションV1を宇宙船団で破壊する。研究所に向かったMAT隊員のうち南と上野を冷凍ガスで、伊吹と岸田を静止光線でそれぞれ捕らえ、耳の後ろに小型アンテナを刺し、洗脳することに成功する。
ジャックを処刑しようとしたとき、初代ウルトラマンとウルトラセブンの「ウルトラの星作戦」によってジャックを蘇生させられ、処刑用宇宙船も初代マンのスペシウム光線とセブンのエメリウム光線で破壊されたうえ、ナックル星から地球へ向かっていた宇宙船団もジャックのスペシウム光線で全滅させられる。MAT隊員を遠隔操作し、丘や地球へ帰還した郷を銃殺しようと目論むが、これも丘と郷の反撃で失敗する。リーダー格がブラックキングとのタッグでジャックとの再戦に臨み、電波研究所のアンテナをジャックに破壊されてMAT基地の機能が回復した結果、MATに参戦されて形勢は逆転する。ブラックキングを倒されたリーダー格はジャックのウルトラ投げで頭から地面に激突させられ、サターンZによる東京爆破を言い残して消滅するが、それも郷によって阻止された。
- スーツアクター：遠矢孝信（ノンクレジット）[12][233]
- 演（人間態）：成瀬昌彦（宇宙電波研究所所長）、速水鴻（配下）、沢美鶴（配下）
- 声：沢りつお（ノンクレジット）[12][注釈 37]
- デザインは高橋昭彦が担当した[233][235]。デザイン画はモノクロのみ発見されている[235]。毛を両手両足首に配する手法は、ケンタウルス星人やミステラー星人でも用いられている[235]。
- 第38話では「暗殺宇宙星人ナックル」[注釈 38]、劇中では「ナックル星人」と自称している[231]。初期脚本の段階では名前が「マルチ星人」「ナック星人」などとされている[233]。『ウルトラマンタロウ』第40話では、「戦略宇宙人ナックル」とテロップされている。
- 脚本段階では、グドンもスピンキックの能力分析用に再生させる予定であった[71]。
- 内山まもるの漫画版『帰ってきたウルトラマン』ではデザインがテレビ版と若干異なり、シーゴラスに加えてキングマイマイも再生させる。ケーキとすり替えた爆弾で郷の殺害を目論み、その巻き添えで健とアキが死亡して次郎が負傷する。実戦ではジャックを羽交い絞めにしてブラックキングの角攻撃で倒そうとするが、それをジャックが避けたため、ブラックキングの角が突き刺さって絶命した。
- 『大怪獣バトル ULTRA MONSTERS』では、破壊光線は「ナックルアイビーム」と表記されている。

## 用心棒怪獣 ブラックキング
第37話「ウルトラマン夕陽に死す」、第38話「ウルトラの星光る時」に登場。
ナックル星人が操る怪獣。黒い身体には巨大な金色の角、腹部には蛇腹を持ち、強靭な皮膚で全身が覆われている。ナックル星人によるウルトラマンジャックの能力分析に基づいて対ウルトラマン用に特別な訓練が施されているため、両腕をクロスしてスペシウム光線を受け止め、ブレスレットブーメランを素手で撥ね返すなど、ジャックのあらゆる技を回避・防御する。また、口から赤い熱線を吐き出して攻撃する能力も備えている。そのほか、MATが輸送していたサターンZを強奪する際には、口から煙幕を吐き出して囮としても活躍する。
上記のように高い戦闘力を持つが、ナックル星人は前述の能力分析から「ブラックキングでも勝てるかどうか危ない」と判断し、郷秀樹の冷静さを奪うために坂田兄妹を殺害するなどの念入りな作戦を採る。さらに、ジャックとの交戦ではブラックキングとのタッグを組んでの攻撃も功を奏し、ナックル星人はジャックを倒すことに成功する。その後、初代ウルトラマンとウルトラセブンによって救出されたジャックをナックル星人と共に迎え撃つが、本領を発揮したジャックの猛攻撃に圧倒され、最後は空中に放り投げられたところを手刀による新技・スライスハンドで斬首されて死亡する。
- スーツアクター：有川兼光（ノンクレジット）[出典 192][注釈 41]
- デザイン：熊谷健[出典 193]。頭部の角は、怪獣の強さの象徴として取り入れられている[52][103]。
- 決定稿では「ブラック・キング」という中黒入りの表記であった[125]。
- 当時の雑誌や怪獣図鑑[要文献特定詳細情報]に記載された設定ではレッドキングの兄[235]、もしくはナックル星人に捕獲されたレッドキングが改造された姿ともされ、蛇腹があるのはその名残である。この説は現在『週刊 ウルトラマンオフィシャルデータファイル』[要ページ番号]および『ウルトラ怪獣DVDコレクション レッドキング編』[要ページ番号]にも記載されている。資料によっては、その強さをアピールするため、レッドキングを踏襲した名前となったと記述している[236]。
- 『大怪獣バトル ULTRA MONSTERS』では、赤い光線は「ヘルマグマ」と表記されている。
- 内山まもるの漫画版では角攻撃をジャックに避けられてナックル星人に刺さり、絶命させる。その後、慌てたところを八つ裂き光輪で胴体を切断され、倒される。

## 雪男星人 バルダック星人
第39話「20世紀の雪男」に登場。
絶対零度の星、バルダック星から来た宇宙人。バルダック星が240年周期で地球に大接近するのを機に、母星から地球侵略部隊の宇宙船団を呼び寄せて地球を侵略しようと試みる。240年も前から長野県の権現山に隠れ住み、地球侵略のための調査を重ね、地球環境などの資料を集める。そのため、地元では雪男として恐れられていた。
地球を侵略する前に口から噴射する零下234度の冷凍ガスで都市を氷結させようと、郷らMAT隊員も凍りづけにしてウルトラマンジャックも苦戦させるが熱に弱いという弱点を持つため、最後はウルトラ火輪で蒸発する。その後、地球に侵攻中だったバルダック星宇宙船団もウルトラスパークですべて破壊され、バルダック星もウルトラブレスレットの変形したブレスレットボムで消滅した。
- 声：谷津勲（ノンクレジット）[12][7]
- スーツアクター：遠矢孝信[7]
- デザインは井口昭彦が担当した[出典 197]
- オープニングのクレジットでは「雪男星人 バルダック」と表記され[151][7]、書籍によっては、「雪男星人 バルダック星人〔バルダック〕」と記述している[239]。
- 本話は学生時代に山岳部に所属していた田口が思いついた話であるといい、権現山も田口の故郷である長野県飯田市にある山の名前である[240]。
- デザイン画では「雪男宇宙星人 バルダック」と表記されており、体色が紫で右手の指が4本だった（着ぐるみでは両方とも5本指）[241][14]。見た目が雪男のようなNG画も存在する[241]。
- その他の作品に登場するバルダック星人
  - 『ウルトラマンメビウス』では直接登場しないものの、サイコキノ星人が地球を訪れる前にバルダック星を訪れていたうえ、面白半分に念動力を振り回して引き起こした大規模な雪崩などの災害によって、バルダック星は大きな被害を受けたらしいことが語られる。サイコキノ星人が、メビウスを倒す作戦に失敗した後に考えた新しいいたずらの1つとしてバルダック星に再び雪崩を起こそうと考えていたことからも、『帰ってきたウルトラマン』での設定のうち全滅したという部分はなかったことになっている模様。
  - 映画『大怪獣バトル ウルトラ銀河伝説 THE MOVIE』ではベリュドラの右腕を構成する怪獣の1体となっている[26]。

## 冷凍怪人 ブラック星人
第40話「まぼろしの雪女」に登場。
出身地はブラック星だが、本人曰く「（自分は）土星からやってきたブラック星人だ」と語る。用心棒として母星から連れてきたスノーゴンを従え、山小屋の管理人の中山老人に憑依し、新婚夫婦専用の山小屋を餌に地球人の若い男女を狙う。八ヶ岳や軽井沢などでその山小屋に泊まった男女1000組を氷漬けにして土星へ送り、母星で子孫を産ませて自分たちの奴隷にしようと企む。最後はスノーゴンがウルトラマンジャックに倒された後、立て続けにジャックのハンドビームの直撃を受けて爆死した。
- 出演（人間体・声）：寄山弘[12]
- デザインは井口昭彦が担当した[出典 200]。造形ではヤリ状の左手とハサミ状の右手となっているが、デザイン画では省略されている[14]。また皮膜のようなものが左脇にある[14]。
- その他の作品に登場するブラック星人
  - 映画『大怪獣バトル ウルトラ銀河伝説 THE MOVIE』ではベリュドラの胴体を構成する怪獣の1体となっている[26]。
  - 『新ウルトラマン列伝』第15話では、スパークドールズ劇場でスノーゴンが敗れた後、ハンドビームにより爆殺されたのを見て驚いている。

## 雪女怪獣 スノーゴン
第40話「まぼろしの雪女」に登場。
ブラック星人が己の用心棒として連れてきた雪女の怪獣。普段は山小屋の番人（ブラック星人）の孫娘・美佐子に憑依している。
山を訪れる若い男女を口から放つ冷凍ガスにより仮死状態で凍らせるが、ブラック星人共々正体がばれると巨大化し、ウルトラマンジャックに口からの超低温の冷凍ガスと両手の間から強力な凍結線を噴射して凍結させ、バラバラに分断するほどの怪力を発揮する。最後はウルトラブレスレットによって蘇生したジャックのウルトラディフェンダーで強化されて撃ち返された冷凍ガスで逆に自分が凍らされたうえ、投げ飛ばされて粉々に砕け散った。
- 出演（人間体）：荒井純子
- スーツアクター：遠矢孝信[7]
- デザインは井口昭彦が担当した[出典 205]。クマをデザインモチーフとしており、デザイン画ではスレンダーに描かれており、瞳もあった[14]。
- DVD『ウルトラマンゼロ&ウルトラヒーロー 超決戦DVD』では冷凍ガスの名称を凍結スノーフリーザーと紹介している[242]。

### 『ウルトラマンギンガ 劇場スペシャル ウルトラ怪獣☆ヒーロー大乱戦!』に登場するスノーゴン（SDI）
映画『ウルトラマンギンガ 劇場スペシャル ウルトラ怪獣☆ヒーロー大乱戦!』に登場。
ウルトライブシミュレーションで美鈴がライブする。美鈴からは「可愛い顔している」と高評されているが、ヒカルからは「可愛い顔してるのに恐ろしい」（＝「まさに美鈴に似てる」）と突っ込まれている。冷凍光線で健太がライブしたミクラス（SDI）を凍らせて退場させるが、千草がライブしたテレスドン（SDI）の火炎放射を受け、退散する。
- 着ぐるみは円谷プロダクションイベント事業部のアトラクション用のもの[243]。

### その他の作品に登場するスノーゴン
- 『ウルトラマンタロウ』第25話のイメージイラストでは、エンペラ星人が3万年前に光の国を襲来した際の怪獣軍団の中に姿を見せている。
- 映画『大怪獣バトル ウルトラ銀河伝説 THE MOVIE』では、ベリュドラの胴体を構成する怪獣の1体となっている[26]。
- 内山まもるの漫画版
  - 『ウルトラマンA』では「白い伝説」（てんとう虫コミックス『ザ・ウルトラマン』第2巻に収録[244]）に登場。超獣ファイヤーモンスに加勢してウーを攻撃するが、最後はファイヤーモンス共々ウルトラマンAに倒された。
  - 『かがやけ ウルトラの星』では、怪獣軍団の一員として登場。ナックル星人に率いられて東京でウルトラマンタロウと戦うが、加勢に来たウルトラキングの光線を受け倒された。
- 『ウルトラ怪獣擬人化計画 feat.POP』にて擬人化される。

## 宇宙忍者 バルタン星人Jr.
第41話「バルタン星人Jrの復讐」に登場。
初代ウルトラマンに倒された初代バルタン星人の息子で、父の復讐のために地球に飛来する。地球に飛来したバルタン族としては四代目に当たる。色彩は黒を基調に、ところどころに金や銀が散りばめられている。若い個体ゆえに、腕は太くてやや短く、またハサミも先代に比べて小さく、上半分と下半分にそれぞれ黒いライン模様が見られる。笑い声も「フォッフォッフォッ」という鳴き声は発さず、普通の高笑いになっている。
建設中のマンションを改造したビルガモを操り、MAT隊員たちをビルガモの体内に監禁して人質にとる。ビルガモが倒されると巨大化してウルトラマンの目の前に現れ、「勝負はまだ一回の表だ」と復讐を示唆する捨て台詞を残して飛び去るが、背後からスペシウム光線を浴びせられ、白い十字光を発して消滅する。生死は不明。
ウルトラマンとは直接戦闘しないが、設定では300以上の超能力を身につけているとされ、ハサミからマイナス140度の冷凍弾、反重力光線、ミサイル弾を発射する。
- 声：阪脩（ノンクレジット）[249][246]
- スーツアクター：遠矢孝信[246]
- デザイン：井口昭彦[246][250]。造形では複眼と頭部の溝部分が赤くなっており、口吻周辺が赤から金に改められている[250]。
- 旧作の人気怪獣を再登場させる『帰ってきたウルトラマン』の「延長にあたっての強化案」の一環として登場した[48]。オープニングではバルタン星人ジュニアとクレジットされており、書籍『ウルトラマン大辞典』ではこれに準じている[251]。
- 内山まもるによる漫画版はこの回の後日談的内容になっており、消滅後も暗躍している。郷秀樹が少年を撥ねたように見せかけて罪を擦りつけるという、テレビ本編におけるズール星人の役割を担うが、作戦が失敗した後はウルトラマンと再戦して投げ飛ばされたところにスペシウム光線を受けて爆破され、完全に倒される。
- ファミリーコンピュータ用ゲームソフト『ウルトラマン倶楽部3』では、バルタンジュニアと表記されている。

## ロボット怪獣 ビルガモ
第41話「バルタン星人Jrの復讐」に登場。
バルタン星人Jr.がウルトラマン抹殺のために作り上げたロボット怪獣。普段はバルタン星の材質で出来た胴体部が建築中のマンションにカモフラージュされており、空中から飛来した他のパーツが合体することで完成する。胴体内部にバルタン星人Jr.が乗り込んでおり、ビルに入った次郎やその友人、MAT隊員を監禁する。そのため、ウルトラマンジャックも迂闊に手出しできなくなった。武器は頭部の反射板から発射するバルタニック・ウェーブ。他に頭部の反射板や両腕部からショック光線を放ち、また力も強い。しかし、閉じ込められていた者らが脱出したのを確認したジャックが力を発揮すると俄然不利になり、最後はウルトラスパーク3段斬りで手足を切断されて破壊された。
- スーツアクター：遠矢孝信[7]
- デザインは井口昭彦が担当した[出典 212]。デザイン画では、下半身は丸みを帯びていた[14]。造形段階で破壊光線を発するアンテナが頭部に追加された[14]。
- 『ウルトラ怪獣大百科』では十字のある目に照準機能があり、腕からビルガモミサイルも発射すると解説された。
- その他の作品に登場するビルガモ
  - 内山まもるの漫画版『帰ってきたウルトラマン』はテレビ版第41話の後日譚的な内容となっており、ビルガモが4体出現するが、すべてウルトラマンに倒される。
  - 映画『大怪獣バトル ウルトラ銀河伝説 THE MOVIE』では、ベリュドラの左腕を構成する怪獣の1体となっている[26]。
  - テレビアニメ『SSSS.GRIDMAN』第8話では、新条アカネの部屋の棚にビルガモのフィギュアが飾られている[254][255]。同話に登場するメカグールギラスに合わせてメカ系怪獣でまとめられている[254][255]。

## 宇宙怪人 ストラ星人
第42話「富士に立つ怪獣」に登場。
第7銀河系にあるストラ星からやってきた宇宙人。地球の環境を気に入り、自分の別荘にするため侵略を企てる。己の用心棒として、ストラ星から怪獣パラゴンを引き連れてやってきた。パラゴンを操って富士山の付近一帯に多くの怪現象を起こさせて事故や事件を多発させ、光波や光を含む電磁波、赤外線を自在にねじ曲げることができる。しかし、パラゴンがウルトラマンジャックに倒されると同時に炎上して絶命していった。
- 声：阪脩（ノンクレジット）[12][7]
- デザインは井口昭彦が担当した[出典 215]。デザイン画では、肩書は「パラボラ宇宙人」というものであり、パラボラアンテナのようなディテールが胸に見受けられる[14]。メタリック塗装が着ぐるみにされている[14]。

## 蜃気楼怪獣 パラゴン
第42話「富士に立つ怪獣」に登場。
ストラ星人が地球を別荘化するために連れてきた怪獣。太陽光線やレーダー波、赤外線を屈折させる能力を持ち、蜃気楼を作り出して地球人の視覚を妨げたり、自分の遥かに巨大な幻影を見せることも可能。この他にも背中の発光体から放つ金縛り光線や瞬間移動能力も有している。最初は富士山頂に発生させた笠雲で光を含む電磁波を捩じ曲げた蜃気楼によって衝突事故を多数起こし、存在を知って駆けつけたMAT機を蜃気楼でかく乱して空中衝突をさせたり、レーダーを妨害して同士討ちをさせるなどして混乱させる。結局、MATは怪獣の本当の位置を確認できずウルトラマンジャックの変光ミラーで蜃気楼を封じられて実体を現す。ジャックに抵抗するものの二本の角や翼両方を破壊され、最終的にスペシウム光線で足場の崖を爆破されて火口に転落し焼死した。
- スーツアクター：遠矢孝信、有川兼光[12][7]
- デザインは井口昭彦が担当した[出典 219]。富士山頂に立つことから眩く輝く銀の塗装を施す造形指示がデザイン画に書き込まれている[14]。スーツは『ウルトラマン』のドドンゴと同様、スーツアクターが前後に2人入る形状だが、直立させた尾を人が入る部分にすることで後ろ側の演者がドドンゴのように前屈姿勢にならずに済むよう工夫されている[168][169]。井口はデザイン段階ではドドンゴを意識したが、どう動かすかは考えていなかったとしている[168]。

## 発砲怪人 グロテス星人
第43話「魔神 月に咆える」に登場。
MATの伊吹隊長の命を狙う宇宙人。地球上では信州蓮根湖に住む道路監視人に化けていた。休暇中に実家に帰省していた伊吹隊長の妻・葉子と娘の美奈子を人質にとり、24時間以内のMAT解散と海底基地の破壊を要求する。村にあった御神体を巨大化させ、コダイゴンとして操る。自身が弱点のため、自らはコダイゴンの後ろに隠れそこから両手の速射砲から撃ち出す光弾で敵を攻撃するという狡猾な作戦をとる。MATとの交渉が決裂したため、二人を亡き者にしようとするも失敗に終わる。その後、コダイゴンと共にウルトラマンジャックと戦うが、ジャックのウルトラスパークで体を縦に真っ二つにされ絶命した。
- 出演（人間体・声）：加地健太郎
- デザインは井口昭彦[出典 223]。デザイン画では頭部が異なる[256]。
- 脚本では、等身大の状態でウルトラマンジャックと戦う描写が存在した[7]。
- その他の作品に登場するグロテス星人
  - 『ウルトラマンメビウス』では、御神体を操るのに使われたものは「グロテスセル」というものであったと設定された。
  - 映画『大怪獣バトル ウルトラ銀河伝説 THE MOVIE』ではベリュドラの胴体を構成する怪獣の1体となっている[26]。
  - 内山まもるの漫画版『帰ってきたウルトラマン』では、小学校の牛乳に薬を混入して児童を洗脳しようとするが、唯一牛乳を飲まなかった少年に逃げられ、計画が露呈。最後は八つ裂き光輪で倒される。

## 魔神怪獣 コダイゴン
第43話「魔神 月に咆える」に登場。
伊吹隊長の命を狙ってMATを解散させようと目論むグロテス星人に操られる、鎧人形のような怪獣。グロテス星人が宇宙から連れてきたわけではなく、蓮根湖畔の蓮根神社にあった神将像をグロテス星人が怪獣化させたものである。武器は手に実体化させた宝剣と両腕から放射する600メートル先まで届く5000度の火炎。ウルトラマンジャックとの戦いでは頑強な全身の鎧を利用してグロテス星人をかばうが、グロテス星人がジャックに倒されると同時に頭部が爆発して湖に倒れて消滅し、元の像に戻った。
- スーツアクター：遠矢孝信[259]
- デザインは井口昭彦（高橋昭彦）が担当した[出典 228]。造形ではブロンズカラーであったが、デザイン画ではカラフルになっており、武器や兜の飾りの形状も異なる[260]。井口はデザイン以上の造形になったことから、気に入った怪獣の1体として挙げている[168][260]。
- 内山まもるの漫画版『帰ってきたウルトラマン』の一編「魔神 学舎に咆える」[注釈 50]では、小学校の校舎内から出現してジャックを襲うが、ウルトラランスで貫かれて絶命する。
- DVD『ウルトラマンゼロ&ウルトラヒーロー 超決戦DVD』では、宝剣の名称を蓮根宝剣と紹介している[261]。

## 宇宙牛人 ケンタウルス星人
第44話「星空に愛をこめて」に登場。
母星からの命令で、MATの遠距離レーダーを破壊するため広田あかねという地球人の女性に変身して地球に潜入した。しかし、地球や地球人に魅了されて愛するようになり、自身が操るはずだったグラナダスにより処刑されそうになったが、駆けつけた郷と岸田に救われる。やがて岸田の優しさに心惹かれ愛するようになるが、レーダーを開発したのが岸田だと知り別れを告げ、遠い街で静かに暮らすつもりだった。だが、母星から直接命令でグラナダスがレーダーを破壊しようとしていることを知り、郷に岸田の許に連れて行ってもらって岸田に自らの正体を明かし、あらかじめ体内に仕掛けられていた爆薬でグラナダスを道連れに巨大な窪地に落下して自爆した。その後、MATの手によって、あかねの名で墓標が立てられ、伊吹隊長の号令の下で「地球人のために勇敢に戦った宇宙人」に対する黙祷が成された。
設定では全身の毛髪から電気を発生させる能力を持つとされる。
- 出演（人間体）：茜夕子
- デザインは井口昭彦が担当した[167][14][注釈 52]。造形では顔がやや大きく造形されており、目の下のラインも少ない[14]。
- その他の作品に登場するケンタウルス星人
  - 特撮テレビ番組『レッドマン』第87話に登場。レッドアローの爆発に巻き込まれ顔を焼かれ、レッドキックで倒される。
  - 映画『大怪獣バトル ウルトラ銀河伝説 THE MOVIE』ではベリュドラの左腕を構成する怪獣の1体となっている[26]。

## 燐光怪獣 グラナダス
第44話「星空に愛をこめて」に登場。
MATの遠距離レーダーを破壊するため、ケンタウルス星から送り込まれた宇宙怪獣。武器は口から吐く火炎弾と両目からの青白い燐光。また長い舌や尻尾、鉤爪状の両手の爪も武器になる。夜間では目が青白い燐光を放っており、鬼火のように見える。設定では、時速80キロメートルで地中を掘り進むことができる。
本来はケンタウルス星人（＝あかね）に操られている怪獣であったが、そのケンタウルス星人が母星を裏切り人間に付いたため、抹殺に動く。阻止すべく立ち塞がったウルトラマンジャックを燐光で窮地に追い込むも、最後はケンタウルス星人の捨て身の自爆によって爆死した。
- スーツアクター：遠矢孝信[7]
- デザインは井口昭彦が担当した[出典 235]。デザイン画では頭部が異なり、亀と鳥をモチーフにしていた[256][14]。
- DVD『ウルトラマンゼロ&ウルトラヒーロー 超決戦DVD』では火炎弾の名称を烈火燐光弾と紹介している[242]。
- その他の作品に登場するグラナダス
  - 特撮テレビ番組『レッドマン』第66話に登場。ドラコと共にレッドマンと戦うが、レッドマンに蹴られて岩に激突し倒される。
  - 映画『大怪獣バトル ウルトラ銀河伝説 THE MOVIE』ではベリュドラの左腕を構成する怪獣の1体となっている[26]。

## 電磁波怪人 メシエ星雲人
第45話「郷秀樹を暗殺せよ！」に登場。
故郷の星が超兵器開発の結果、荒廃して生存が難しくなったため地球を侵略して移住しようと企んでいる宇宙人。その障害となる郷ことウルトラマンジャックの暗殺を狙い、地球に飛来する。武器は額からの緑色の光線。
当初はロボネズを地上に派遣してジャックと戦わせるも撃破されたため、次は電磁ベルトで操った白鳥座61番星人エリカやMATメディカル・センターの浜村医師を仕向け、郷の乗る予定だった旅客機を炎上光線で爆破させるが、失敗に終わる。巨大化してジャックと戦い、額から放つ白色の波状光線で麻痺させ、ロボネズに噛まれた傷が痛むジャックの左腕を執拗に踏みつけるがウルトラ眼光を受けて形勢を逆転されてしまう。最後はウルトラスパークを投げつけられ、赤い煙を放出して消滅していった。
- スーツアクター：高山（名前は無記載）[264][7]
- 声：谷津勲（ノンクレジット）[12]
- デザインは井口昭彦が担当した[7][14]。背中の金属状のヒレは、電磁波をイメージしている[14]。ベースはウレタンではなく、ウェットスーツを使用する旨が書き込まれていた[14]。
- 予告では「メシエ星人」と呼ばれていた。
- 内山まもるの漫画『ウルトラマンメビウス外伝 アーマードダークネス ジャッカル軍団大逆襲!!』では、メシエ星雲人は光の国との平和調停を迎えるところまで来ており、宇宙警備隊の護衛のもとで使節団が光の国へ向かうが、ジャッカル軍団の襲撃により護衛もろとも全滅する。

## 白鳥座61番星人 エリカ
第45話「郷秀樹を暗殺せよ!」に登場。
善良な宇宙人の少女。だがメシエ星雲人に父親を殺され、エリカも電磁ベルトで操られている。坂田次郎の通う小学校に転校生白鳥エリカとして潜入し、次郎の友達となって郷に近づく。そして怪光線を発射する指輪で攻撃したり、万年筆型時限爆弾を仕込んだり、階上から物体を落としたりして幾度となく郷の命を狙うがそれらはすべて失敗に終わった。メシエ星雲人も倒された後は正気に戻って操られたときの記憶を失くし、その後は地球を去った。
- 演：川崎純子
- 脚本では郷に対し、自身が宇宙人であることを次郎へ伝えないよう頼む場面が存在していた[7]。

## 鼠怪獣 ロボネズ
第45話「郷秀樹を暗殺せよ！」に登場。
ウルトラマンジャックの抹殺のため、メシエ星雲人が送り込んだネズミ型のロボット怪獣。茶色の体毛に覆われた生身部分と、銀色の巨大な背びれや棘状の金属パーツが並ぶ背中から構成される体内には、ネズミの骨格を模した機械骨格が存在する。武器は口からの火炎、尻尾から出す電撃、破傷風（鼠咬症、感染症）を引き起こす毒が仕込まれている牙。
冒頭でコンビナートで暴れていたところに現れたジャックと交戦し、尻尾で締め上げたうえ左腕に噛み付いて毒でダメージを与えるが、最後はブレスレットボムを受けて機械骨格だけにされ、まもなく崩壊した。
- スーツアクター：遠矢孝信（ノンクレジット）[12][7]
- デザインは井口昭彦が担当した[7][14]。デザイン画ではロボットの要素はなかったが、ステゴサウルスのような背ビレを備える金属製の甲羅が造形段階で加えられた[14]。

## 宇宙参謀 ズール星人
第46話「この一撃に怒りをこめて」に登場。
レッドキラーを操る宇宙人。地球では部下が紙芝居屋の老人に化けて活動しており、紙芝居の道具は本星の上司と会話するための通信機能も兼ね備えている通信機となっている。一度は郷を轢き逃げの犯人に仕立て上げて謹慎に追い込むが、最後は真実を知った岸田によって射殺された。
- 演（人間体）：多々良純
- 声（上司）：谷津勲（ノンクレジット）[12][7]
- デザインは井口昭彦が担当した[出典 247]。デザイン画では身体は黒かったが、着ぐるみでは銀色のタイツを基にしており、黒いブーツを履いている[14]。

## ブーメラン怪獣 レッドキラー
第46話「この一撃に怒りをこめて」に登場。
地球侵略を狙うズール星人の操る全身がサイボーグ化されたサイボーグ怪獣。ズール星人の紙芝居のストーリーに合わせて活動する。口からは白色の爆発噴煙を噴射し、球状の両手に装備したブーメランをマッハ2で飛ばして破壊活動を行う。設定上では、時速70キロメートルで地中を掘り進める。
一度はMATのスーパーカノンのレーザーで撃退されるが、二度目にはまったく通用しなくなる。ウルトラマンジャックとの戦闘ではブレスレットムチでブーメランを奪われ、ウルトラ十文字斬りで体を十字に切断されて絶命した。
- スーツアクター：遠矢孝信[7]
- デザインは井口昭彦が担当した[出典 251]。デザイン画では両手に指が存在していた[256][168]。デザイン画では、レッドキラーのブーメランは手に描かれておらず、ブーメランも左手が小さいもの、右手が大きいものという追加指示が鉛筆書きで描かれているが実際には両手とも同サイズで造形された[14]。また10個のドーナツ状のパーツが腹部に追加されている[14]。
- レッドキラーのブーメランは、『ウルトラ怪獣攻げき技大図鑑』で「カミソリブーメラン」と命名された。書籍『ウルトラマン白書』『ウルトラマン大辞典』でもこの名称で記述されている[2][216]。
- 特撮テレビ番組『レッドマン』第94、98 - 100、102、104、107話に登場。スーツはオリジナルだが、両手のブーメランはない。

## ひとだま怪獣 フェミゴン
第47話「狙われた女」に登場。
元々は宇宙空間をさまよう小さな光球（人魂）で、それ自体が高度な知性を持っている。この球体は何かに乗り移ることで怪獣化でき、地球上では自由行動用の身体を得るためにMATの丘ユリ子隊員へ憑依して怪獣化する。その影響で、ユリ子は通信時に通信機器の電源を切るなど、普段ではありえないミスを犯して組織機能を混乱させる。怪獣化した後は口から強力な火炎を噴射し、房総半島のコンビナート地帯のタンクを襲撃して壊滅させたうえ、MAT基地の壊滅まで目論む。
ウルトラマンジャックとの戦いでは初戦に苦戦するものの、背後から飛び付いてきた彼の腹部を背中の鋭い棘4本で突き刺し、鋭い一本牙で頭部に噛みついて引きずり回す。その直後、隊員が不在で無防備となったMAT海底基地を目指して東京湾へ入るが、追撃してきたジャックと海底で再戦する。初戦とは違って劣勢に陥り、岩盤に頭部を何度も叩きつけられたうえ、顎の突起を引きちぎられると怯んで逃走を図るが、最後は背後からウルトラスパークを受けて撃破され、海岸に生きて流れ着いたユリ子から光球は分離して消滅する。
- スーツアクター：遠矢孝信[269]
- デザイン：井口昭彦[出典 256]。デザインイメージは人魚で、手をヒレに変えるように指示されていたが、デザイン画通りに造形された[52][271]。
- スーツは背中のコブの部分にスーツアクターの頭が入るようになっており、首は操演で動かしている[272]。
- 作中でジャックがフェミゴンを倒す際の展開は誰にも目撃されていないため、後年の『ウルトラマンメビウス』第33話で本作品の登場個体が紹介される際にはスペシウム光線で倒されたと解釈されている。
- 批評家の福嶋亮大には、紅一点の女性隊員であるユリ子を怪獣化させて男性隊員たちのホモソーシャルな絆を強調しながらフェミゴンを一方的に倒すという展開を、「ミソジニー（女性嫌悪）を露出させている」と評されている[273]。

## なまけ怪獣 ヤメタランス
第48話「地球頂きます!」に登場。
ある日、次郎の友達の勝の前に突如カプセルが入ったパラシュートと共に落ちてきた怪獣。その姿形は勝の書いていた落書きの怪獣と全く同じである。正体は地球侵略を企んでいるササヒラーに嫌々ながら操られている悪意のない宇宙生物で、やる気のなさそうな顔をしており、名前の由来も「やめた」。一人称は「僕」で語尾に「 - なのだ」と付けるしゃべり方であるが、人間の耳には「キー、キー！」という音にしか聞こえないため、人間が直接その言葉を聞くことはできずマットビハイクルなどの無線を通さないと話を聞けない。カプセルを開けた勝に自分をカプセルから出さないよう忠告したが、ヤメタランスの言葉を人間が直接理解することはできなかったためカプセルから出てしまい巨大化する。
空腹になると、自らの意思とは関係なく手当たり次第に周りの物質を食べ、無限に体重が増えていくという習性がある。また人間のやる気をなくすなまけ放射能を放つ能力を持っており、これでウルトラマンやMATまで怠け者にし戦闘を放棄させるが、ウルトラマンジャックと同化していた郷には完全な効果は現れない。その後、ウルトラブレスレットの縮小能力によって元に戻され、ジャックの手によって宇宙まで放り投げられ地球を去った。
ヤメタランスの放射能で怠け者病に罹った者は顔中にソバカス状の黒い斑点ができる。ただし、元々怠け者だった者は「怠けることを怠ける」ため、逆にやる気を出す。なお、放射能を浴びた者の近くにいると伝染することから作中では「伝染病」と表現されている。
- 声：市川治（ノンクレジット）[12][7]
- スーツアクター：遠矢孝信[7]
- デザインは井口昭彦が担当した[出典 259]。井口が多用する硬軟で対照的な組み合わせのデザインメソッドとなっており、石畳のようなディテールの胴体と、植物の花弁のような頭部となっている[14]。
- 着ぐるみは当時、放映された松下電器産業のナショナル掃除機「隼」のCMに登場した怪獣ゴミラを改造したもの[274][169]。
- ビデオ『新・ウルトラ怪獣大百科』ではこの怪獣のみ名前のみの紹介（ナレーションが怠けて解説をしない）という演出がなされている。

### 『ウルトラマンギンガ 劇場スペシャル ウルトラ怪獣☆ヒーロー大乱戦!』に登場するヤメタランス（SDI）
映画『ウルトラマンギンガ 劇場スペシャル ウルトラ怪獣☆ヒーロー大乱戦!』に登場。
ウルトライブシミュレーションで千草がメカゴモラ（SDI）からライブする。千草からは「ゆるキャラ」と呼ばれた。ヒカルがライブしたゴモラ（SDI）、健太がライブしたゴモラ レイオニックバースト（SDI）、美鈴がライブしたEXゴモラ（SDI）をまとめて怠け状態にさせ、千草自身も思わず「まだ映画終わってないってか…」と言うほど戸惑わせた。最終的に友也によってライブを解除され、千草はメカゴモラ（SDI）にライブし直した。
- 着ぐるみは円谷プロダクションイベント事業部のアトラクション用のもの[243]。脚本の決定稿では登場シーンはなく、監督の原口智生が倉庫で着ぐるみを見つけたため登場シーンが追加された[243]。

### その他の作品に登場するヤメタランス
- 映画『大怪獣バトル ウルトラ銀河伝説 THE MOVIE』ではベリュドラの胴体を構成する怪獣の1体となっている[26]。
- また、『ウルトラマン列伝』の第100話でベリュドラの構成怪獣についての解説でササヒラーと共に紹介され、この時ナビゲーターのウルトラマンベリアルも「さすがの俺様でもこいつには近づきたくないな」とコメントした。
- 『ウルトラゾーン』第16話のアイキャッチでは、少年合唱団の一員として歌っている姿が描かれている[28]。
- 漫画『ウルトラマン超闘士激伝』でもササヒラーの子分として登場。一応は闘士怪獣となっており、相手を怠け者にする放射能を出す。
- テレビアニメ『SSSS.GRIDMAN』第3話では、新条アカネがノートにヤメタランスの絵を落書きしている[275][165]。

## 宇宙怪人 ササヒラー
第48話「地球頂きます!」に登場。
地球にヤメタランスを送り込み、地球人から労働意欲を奪い去り世界中を混乱させて地球を侵略しようとする凶悪な宇宙人。地球へは専用の宇宙船に乗ってやってきた。武器は口の下の穴から噴射する黄色いガス。設定では、海中を時速150キロメートルで泳ぐことができる。
ヤメタランスがウルトラマンの手によって宇宙へと送り返されたことで作戦が失敗し、自身が巨大化してウルトラマンジャックと戦う。怪力でジャックを持ち上げて放り投げるなどして追い詰めるが、最後は怠け状態から復活したMATの援護を受けている最中に右肩にスペシウム光線を受けて絶命し、遺体は泡となって消滅した。
- 声：谷津勲（ノンクレジット）[12][7]
- スーツアクター：遠矢孝信[7]
- デザインは熊谷健が担当した[出典 263]。造形では股の切り込みが浅い[14]。
- 名称はプロデューサーの熊谷健が、第48話の脚本を担当した小山内美江子の本名（笹平 美江子）から名付けた[276][277]。しかし放送後、小山内の姪が怪獣扱いされていじめられ、小山内は兄嫁に怒られたという[277]。
- 『ウルトラ怪獣大百科』にてナレーターは、「完全にヤメタランスに頼り切っていたため戦い方は下手」とコメントしている。
- 『ウルトラマンマックス』第31話の脚本では、モエタランガと共にササヒラーも登場する予定だったが、予算の都合から実現しなかった[278]。

### 『レッドマン』に登場するササヒラー
特撮テレビ番組『レッドマン』第86・90・91・93話に登場。
- 第86話：レッドナイフをテレポートでかわすが、エルボードロップで倒される。
- 第90話：ゴーストロンと共にレッドマンと戦うが、レッドフォールで倒される。
- 第91話：ペギラと共にレッドマンと戦うが、レッドアローを頭に刺され倒される。
- 第93話：ペギラ、ゴーストロンと共にレッドマンと戦うが、レッドフォールで倒される。

### その他の作品に登場するササヒラー
- 映画『大怪獣バトル ウルトラ銀河伝説 THE MOVIE』ではベリュドラの首を構成する怪獣の1体となっている[26]。
- 漫画『ウルトラマン超闘士激伝』でもヤメタランスを子分に従えて登場する。
- 漫画『ウルトラ忍法帖』では冥府羅州烈風斎の世話係として登場する。
- テレビアニメ『SSSS.GRIDMAN』第3話では、新条アカネがササヒラーのブルマァク製ソフビで遊んでいる[254][255]。またアカネのパーカーはササヒラーをモチーフとしている[279]。

## 銀河星人 ミステラー星人
宇宙で最も好戦的と恐れられている宇宙人。母星は他星との戦争を過去に何度も経験しているが、アテリア星との戦争は30年以上に長引いて戦力が疲弊し、戦闘隊員の数も不足してきたうえに母星を見限る者まで出てきたため、新規に戦闘員を補充する必要に迫られている。タツノオトシゴのような顔つきが特徴で、変身能力、念動力、テレパシー能力などさまざまな能力を持っている。
- スーツアクター：遠矢孝信（悪）、斉藤忠治（善・ノンクレジット）[12]
- 『ウルトラマンメビウス』に登場する宇宙人・サイコキノ星人の台詞によれば、『帰ってきたウルトラマン』から34年が経過した『メビウス』の時代でも、ミステラー星とアテリア星の星間戦争は継続しているらしい。（サイコキノ星人が戦争を煽っていることも継続の一因である。）

### 銀河星人 ミステラー星人（善）
第49話「宇宙戦士その名はMAT」に登場。
ミステラー星の優秀な宇宙戦闘隊隊員。射撃の腕前ならば宇宙一とさえ言われる戦闘隊のエースだったが、アテリア星との長引く戦争に嫌気がさし、他星への逃亡を禁止したミステラー憲章第3条を侵して自分の一人娘の星野輝美と共に地球に逃亡してきた。地球では星野という人間に変身し、芦ノ湖で輝美と共に静かに暮らしていたが、元上司の宇宙戦闘隊長に発見される。戦闘隊長から輝美の生命と引き換えに郷ことウルトラマンジャックの連行を要求され、やむをえず次郎とルミ子を人質に郷を脅迫する。だがその直前、戦闘隊長は洗脳した上野と丘を使って輝美の拉致を図っていたものの、偶然通りかかった郷に阻止されていた。
輝美の無事を確認した後は次郎とルミ子を解放し、戦闘隊長との同胞同士の戦闘を展開する。しかしかつて自分が母星から逃亡した後に作られた新兵器MTファイヤーに苦戦を強いられ、間一髪でジャックに助けられる。最後は、輝美と共に平和を求めて湖底へ去っていった。
- 出演（人間体・声）：村上不二夫
- スーツアクター：斉藤忠治[7]
- デザインは井口昭彦が担当した[7][14]。
- 脚本では「ミステラー星人A」と表記[281]。
- 本エピソードは脚本の伊上勝による『仮面の忍者 赤影』第10話のリメイクであると、関連書籍で指摘されている[281]。
- 漫画『ウルトラマン超闘士激伝』では本作品の設定から、ウルトラマンジャックとミステラー星人が友人という設定になっている。

### 銀河星人 ミステラー星人（悪）
第49話「宇宙戦士その名はMAT」に登場。
ミステラー星の宇宙戦闘隊隊長。母星から逃亡した自分の部下を連れ戻すことと、数多くの戦いを経てきた優秀なMATの隊員たちをアテリア星との戦争に投入する宇宙戦士として自隊に加えることを目的として、地球に襲来する。口吻から、部下が逃亡した後に開発された新兵器・MTファイヤーを放つことができる。
地球に逃れていた部下の娘の輝美を人質にとることを企み、部下に郷の拉致を強制するも拒否されたため、巨大化して交戦する。そこへ参戦したウルトラマンジャックにウルトラスパークでMTファイヤーの発射口を切断されるが、事前に冷凍光線などで捕えて宇宙戦士として洗脳していたMATの隊員たちを操り、ジャックを攻撃させて優位に立つ。しかし勝ち誇って油断したところをジャックのスペシウム光線を浴びて湖へ転落したうえ、隠していた宇宙船で逃げようとしたところ、洗脳が解けたマットアロー1号に追撃されて倒された。
- 出演（人間体・声）：森本景武
- スーツアクター：遠矢孝信[7]
- デザインは井口昭彦が担当した[7][14]。造形では体色は赤みがかった体色に改められている[14]。
- 脚本では「ミステラー星人B」と表記[281]。

### 『レッドマン』に登場するミステラー星人
特撮テレビ番組『レッドマン』第51話・第54話 - 第56話に登場。
- 第51話：レッドナイフをよけるが、レッドチョップ、レッドアローの連続攻撃で倒される。
- 第54話：枯れ木でレッドアローをたたき落とすが、レッドナイフで倒される。
- 第55話：レッドマンがアーストロンを倒した直後に襲いかかるが、レッドナイフで倒される。
- 第56話：サータン、アーストロンと共にレッドマンと戦うが、レッドアローで腹を刺されて倒される。

## アテリア星人
第49話「宇宙戦士その名はMAT」に名前のみ登場。
ミステラー星人と長きに渡り戦争状態にある宇宙人。劇中ではその容姿などは明らかになっていない。
- 『ウルトラマンメビウス』第36話において再びその名が語られ、ミステラー星人との戦争は未だに続いているとされている。
- 書籍『ウルトラマンメビウス ARCHIVE DOCUMENT』に掲載された赤星政尚の小説『守るための太刀』では、アテリア星人の1人が登場。ミステラー星とアテリア星は近接する位置にあると語られており、太陽を破壊して両星を滅ぼすことでエンペラ星人の軍勢における地位を確立しようとするが、サイコキノ星人の介入によって失敗する。また、サイコキノ星人カコは「好戦的と言うなら（ミステラー星人と比べて）アテリア星人も負けてはいない」とも発言する。外見はザムシャーと同寸（53メートル）の巨大な星人とされており、挿絵に姿の一部分が描かれている。作中では身体の一部を豪剣に変形させてカコを殺害しようとするが、ザムシャーに阻まれて激突し、最後はザムシャーの振るった木太刀の折れた先端の破片が眉間に刺さって絶命した。

## 原始地底人 キング・ボックル
第50話「地獄からの誘い」に登場。
地上征服を狙っている地底30キロメートルに生息する地底人類。超音波によって周囲の状況を確認するコウモリのような種族であり、地底暮らしが長いことから視力は著しく退化している。設定では、地殻変動で地中に閉じ込められた人類がウラン鉱石の放射能を浴びたことにより、地中で生きられるようになったとされる。地上侵略の阻害要因となっている地底科学センターを攻撃し、上野の恩師かつ地底科学の権威である小泉博士を狙い、自分たちのことを調べあげたノートの奪還を企む。
頭部のレーダーから発する怪電波で人間の脳波を撹乱させる能力や、重力を自在に変化させる能力を持つ。ただしこのレーダーのアンテナが弱点でもあり、これを折られると方向感覚が狂い、歩くことすらままならなくなる。後頭部から噴射する紅いガスや、顔に当たる部分からロケット弾を連発し、ウルトラマンジャックを地底へ引きずり込もうとするが最後はジャックのブレスレットボムで倒された。
その後、小泉博士が残したノートからキング・ボックルの研究が進むことになるが、地下30キロメートルの地点にはいまだに多数のキング・ボックルが生息しており、今回はそのうちの1体を倒したにすぎないことが判明している。
- スーツアクター：遠矢孝信[7]
- デザインは井口昭彦が担当した[7][14]。脚本、デザイン画では「キング・コロボックル」という仮称であった[出典 272]。撹拌機が肩に付けられている[14]。
- 予告では「キングボックス」と呼ばれていた。
- エネルギー弾は『ウルトラ怪獣攻げき技大図鑑』で「激烈暴威ランチャー」と命名された。
- その他の作品に登場するキング・ボックル
  - 映画『大怪獣バトル ウルトラ銀河伝説 THE MOVIE』ではベリュドラの胴体を構成する怪獣の1体となっている[26]。
  - 漫画『ウルトラマン超闘士激伝』ではウルトラ戦士に勝ちたいと願う怪獣たちの1匹として登場し、ゴーデスに利用される。

## 触角宇宙人 バット星人
第51話「ウルトラ5つの誓い」に登場。
全宇宙の征服を狙う邪悪な宇宙人。そのため、邪魔なウルトラマンジャックの殺害やウルトラの国の滅亡を企む。保有する強力なバット星連合艦隊がウルトラの国へ侵攻する一方、別働隊としてゼットンを引き連れた個体が地球に降り立ち、ジャックを襲撃する「ウルトラ抹殺計画」を実行する。次郎とルミ子を人質に取って郷をおびき出すと、MATとゼットンの交戦中にMAT基地へ侵入し心臓部である原子炉を破壊して壊滅させる。その後、次郎とルミ子の救出に駆けつけたMATと交戦、伊吹隊長からマットナイフを投擲されるとその場で巨大化し今度はゼットンと共にジャックと交戦するも、ウルトラクロスで串刺しにされ絶命した。
劇中での描写はないが、この後に光の国へ戻ったジャックやウルトラ兄弟ら宇宙警備隊によって連合艦隊も壊滅させられたとされている。
- 声：阪脩（ノンクレジット）[12][7]
- スーツアクター：斉藤忠治（ノンクレジット）[12][7]
- デザイナーは不明[7]。
- 「ウルトラ抹殺計画」を郷に説明する際には、ウルトラ兄弟を裏切り者呼ばわりしている。ウルトラシリーズの劇中において「ウルトラ兄弟」の言葉が出るのは、このシーンが初である。裏切り者呼ばわりするようになった経緯については、『ウルトラマンメビウス外伝 ヒカリサーガ』のDVDに付属するイラストノベル『ザ・ウルトラマンヒカリ』において語られている。

### 『レッドマン』に登場するバット星人
特撮テレビ番組『レッドマン』第121話、第123話、第126話、第127話に登場。
- 第121話：イカルス星人と共に登場。レッドナイフで首を切られ、レッドキックで倒される。
- 第123話：ドラキュラスと共に登場。レッドナイフで腹を刺されて倒される。
- 第126話：ビーコン、サドラと共に登場。レッドナイフ、レッドショットの連続攻撃で倒される。
- 第127話：ビーコン、サドラと共に登場。レッドアローで倒される。

### 『ザ・ウルトラマンメビウス』に登場するバット星人
『ウルトラマンメビウス』のDVD附属のイラストノベル『ザ・ウルトラマンメビウス』に登場。
「ウルトラ抹殺計画」を企ててウルトラの国を滅ぼそうとしたバット星人の同族。『帰ってきたウルトラマン』での戦いで大敗したにもかかわらず、懲りずに再びウルトラの国襲撃を企む。本作品においてバット星人が「ゼットンの養殖にかけては宇宙一の一族」であることが語られ、複数のゼットンを送り込んでメビウスやウルトラ兄弟を倒そうとする。

### 『ウルトラマンサーガ』に登場するバット星人
映画『ウルトラマンサーガ』に登場。
かつて、ウルトラの国壊滅やウルトラ兄弟抹殺を企んだバット星人の同族で、一族の中でもエリートに当たる。外見は過去の同族とかなり異なる細身の機械的な姿となっており、過去の同族で鋏状だった手も5本指となっている。名前の通りコウモリのように天井から逆さにぶら下がり、マント状の翼を広げる描写も見られる。人間を「つまらない生き物」と見下し、配下の怪獣たちすらも用済みになれば容赦なく処刑するなど性格も冷酷である。
同作では、よりパワーアップを遂げたハイパーゼットンを使って宇宙に死をもたらす神として君臨することを目論み、ウルトラ戦士が存在しない次元宇宙の地球（フューチャーアース）をそのための実験場として制圧する。「人間たちの絶望と恐怖心」こそがゼットンを成長・覚醒させる食事と考えており、そのために怪獣墓場をはじめとして多数の次元宇宙から怪獣や宇宙生命体を連れ去っては、地球（フューチャーアース）にわずかに残された子供たちやチームUに仕向ける。
以前の同族と異なり巨大化することはなく、前線基地の宇宙船内から怪獣を操ったり人間たちに自らの幻影を見せて怯えさせたりするが、終盤で脱皮したハイパーゼットン（ギガント）と宇宙船ごと融合することでハイパーゼットン（イマーゴ）となり、操ったその力でゼロ、ダイナ、コスモスを一度は敗北に追い込む。あきらめなかった3人が合体して誕生したウルトラマンサーガとも互角に渡り合うが、サーガとチームUの連携によって追い詰められ、最後はサーガのサーガマキシマムでハイパーゼットンごと爆死する。
- 声：東国原英夫
- 本作品の前日譚となるOV『ウルトラマンゼロ外伝 キラー ザ ビートスター』でも、ビートスターの語った記憶回路の映像（回想シーン）に登場し、ビートスター誕生のきっかけとなったことが明かされている[287]。
- デザインは後藤正行が担当した[288][289]。イメージソースは、マイティ・ソー[290]。当初はもっとコウモリっぽいデザインも考えられていたが、最終的に原典のバット星人に寄せる形にしていたが、そのものであると映画のボスらしくはならないだろうということで、現代風のアレンジを加えている[289]。デザイン画では腕のプロテクターが手に重なっていたが、監督のおかひできからの手の演技をさせたいという要望により、造型では逆向きに付けられた[288]。初期プロットでは、実は人間がバット星人に扮していたと設定されており、頭部を着脱式マスクとして構成したデザイン画も描かれていた[288]。
- おかによれば、ハイパーゼットンに融合した後のセリフの1つはアニメ映画『さらば宇宙戦艦ヤマト 愛の戦士たち』のズォーダーを参考にしていると述べている[291]。

#### 『ウルトラマンサーガ ゼロ＆ウルトラ兄弟 飛び出す!ハイパーバトル!!』に登場するバット星人
『ウルトラマンサーガ』の前日譚である、てれびくん付録DVDのオリジナルストーリー『ウルトラマンサーガ ゼロ＆ウルトラ兄弟 飛び出す!ハイパーバトル!!』に登場。
バット星人の同種族。過去にウルトラ戦士を苦しめた強豪怪獣を元に作り出した「怪獣兵器」を使い、初代と同様に「ウルトラ抹殺計画」を実行してウルトラ戦士の抹殺を企む。そのために怪獣墓場やさまざまな惑星を荒らし回り、怪獣たちを連れ去っていた。
ある小惑星上でゼットンと戦っていたウルトラマンゼロの前に現れ、自身の計画を伝えるとゼットンを回収しゼロには新たに怪獣兵器の1つとして作り出したバードンを差し向ける。さらに小惑星にはウルトラ戦士のエネルギーを奪う「アンチウルトラフィールド」を張ることでゼロを消耗させ、苦戦させる。そして、ゾフィーの救援で辛勝を収めたゼロに対し、回収したゼットンをハイパーゼットンに改造すると宣戦布告して姿を消す。
- 声：柴田秀勝

### 『ウルトラギャラクシーファイト 大いなる陰謀』に登場するバット星人
『ウルトラギャラクシーファイト 大いなる陰謀』に登場。
レイバトスによって蘇らされ、ゼットンを幾度も改良して研究開発し、心を持つゼットン、宇宙恐魔人ゼットを生み出す。

### バット星人グラシエ
『ウルトラマン列伝』内のアクションドラマ『ウルトラゼロファイト』第1部「新たなる力」に登場。
ウルトラマンサーガとなったゼロたちに倒されたバット星人の同族。甲高い声と丁寧語が特徴。性格は慇懃無礼。同族がゼロたちに倒されたことも知っており、ゼロの前に姿を現した際には「地球では我が同胞がお世話になりました」と挨拶した。ゼロからは「コウモリ野郎」と呼ばれる。ミスを犯した自分のことを「お馬鹿さん」と言ったり、ゼロとの戦いをPRIDEのラウンドのように表現したりするなどややコミカルな面も見せるが、平然と他者の命を奪ったり利用したりするなどその本性は冷酷かつ卑劣である。
怪獣墓場を訪れたゼロを倒すため、ベムラー・テレスドン・サドラ・グドンや、選りすぐりの強豪怪獣であるレッドキング・ベムスター・ガンQ・ガルベロスからなる地獄の四獣士を蘇らせてゼロと戦わせる。しかし、この際にピグモンも同時に蘇らせている。
怪獣たちを自らを強化するための捨て駒とし、最終的にはゼロに倒されて無念と怨念がより強くなった四獣士の魂を取り込んで巨大化・パワーアップし、ゼロに直接対決を挑む。巨大化後は声が低くなり、剣を武器に戦う。自身を倒せば自身の力で蘇ったピグモンも死ぬことを盾にゼロを脅して劣勢に追い込むが、ピグモンの言葉に決意したゼロが分身変身したルナミラクルゼロにより四獣士の怨念を解放・浄化させられて一気に弱体化し、最後はストロングコロナゼロのウルトラハリケーンとガルネイトバスターを受け、爆死した。
断末魔の際に「あのお方が必ず貴様を」という含みを持たせる言葉を残した後、第2部「輝きのゼロ」ではダークネスファイブの「触覚」としてゼロの能力を調べる役割に過ぎなかったことが明かされた。
- 声：浅沼晋太郎

### バット星人小森セイジ
『ウルトラマンタイガ』第18話「新しき世界のために」に登場。
地球で恋人のピット星人水野ヒトミとともに密かに暮らしていたが、宇宙人のチンピラに絡まれ、そこに駆けつけ自身を助けたホマレと知り合い、同じ宇宙人である彼と意気投合する。だが、地球では宇宙人が窮状に立たされていることから地球人に対しては憤っており、宇宙人たちの状況を改善させるために力を持って地球人社会を転覆するため、霧崎から与えられたゼットンで革命闘士として革命を起こそうとするが、ゼットンがトライストリウムに敗れると、ヒトミの言葉で革命を諦めた。
- 演（小森セイジ）：三元雅芸
- スーツアクター：石川真之介
- 第18話の脚本を担当した足木淳一郎は、学生運動のような雰囲気があるが、最初から1970年代テイストを狙っていたわけではなく、『タイガ』の世界における宇宙人が地球でどのような状況に置かれているかを切り取りたかったと述べている[301]。結末については、死と責任を引き換えるのは安易だと考え、死んで終わりとはしたくなかったと述べている[301]。

### その他の作品に登場するバット星人
- 『ウルトラゾーン』第14話のアイキャッチでは、岸壁で警官に追い詰められている姿が描かれている[302]。
- 漫画『酩酊!怪獣酒場2nd』では32話に登場。中学校で教師をしており今どきの学生の考えが理解できないことが原因で別次元に繋がる「心の穴」を発生させていた。うるま寅次郎の策でレッドアローに貫かれ殺された演技をするが、本当に亡くなったことにされたため別の学校に転勤した。

## 宇宙恐竜 ゼットン（二代目）
第51話「ウルトラ5つの誓い」に登場。資料ではゼットン二代目と表記している。
初代ウルトラマンを倒した初代ゼットンの同族が、バット星人によってウルトラマンジャックを倒すための特訓を受けて育てられた。力は初代よりも上であるが、初代のようなバリヤー能力やテレポート能力は見せない。また、初代と同じ電子音以外にも、ウシに近い鳴き声を上げる。初代と同様に口からは火球を放つが、ジャックにはウルトラVバリヤーで防御される。2代目独自の能力として、右手先から発するゼットンナパームとバリヤー状の光波を全身から放ってショック光波を敵に浴びせる。
出撃したマットアロー1号とマットジャイロを撃墜してMATの主戦力を全滅させ、バット星人と共に2対1の有利な状況でジャックと戦うが、最後はバット星人をジャックのウルトラクロスで失い、自身はウルトラハリケーンで空中へ投げ飛ばされた後、スペシウム光線で爆破される。
- スーツアクター：遠矢孝信[237][305]
- 1985年にバンダイから発売された初代ゼットンの1/350スケールのプラモデルの解説書を担当した金田益実によると、2代目ゼットンのスーツはアトラクション用ではなく新造であるという[308]。なお、容姿や劇中での描写については、解説書内にて初代への熱意を込めた解説文と違って冷めたそれに「皆さんも良く知るとおり………」と添付した2代目のカラー写真を参照させているうえ、解説文の最後は「やっぱり、ゼットンも『初代』に限るのだ!!」との酷評で括られている[308]。一方、造形を担当した開米栄三が書籍『語れ! ウルトラ怪獣』（2014年、ベストセラーズ、ISBN 978-4-584-20544-0）にて明かしたところによれば、容姿はスーツアクターにアクションを演じさせやすいよう素材を見直して軽量化した結果であり、スーツアクター（遠矢）からは好評だったという[309]。
- 旧作の人気怪獣を再登場させる『帰マン』の「延長にあたっての強化案」の一環として登場した[310]。「番組延長に関するメモ」によると、初代ウルトラマンがゼットンに雪辱戦を行うという構想があった[311]。
- 郷秀樹の夢で描かれる回想シーンには、初代ゼットンも登場する（映像は『ウルトラマン』の流用）。初代ウルトラマンは変身しようとする郷に忠告する。郷は初代ウルトラマンがゼットンに敗れたことを知っており、2代目ゼットンを初見で「ゼットン」と認めているほか、MATの伊吹隊長も初代ウルトラマンと初代ゼットンの戦いについて語るなど、作中世界ではゼットンの存在が認知されて久しいことが描かれている。
- 『ウルトラマンA』第10話では、TACの美川隊員が本話に登場したゼットンの存在を語っている。
- 『ウルトラ怪獣大百科』では、初代と同様にバリアー能力を持っており、ジャックはそれを使う隙を与えず倒したと解説された。
- 『ウルトラマン列伝』第39話では、2代目のことを「バット星人により強化された」とゾフィーがウルトラマンゼロに説明する。

## スタッフ
- 怪獣デザイン：池谷仙克、熊谷健[注釈 68]、高橋昭彦、米谷佳晃、利光貞三、末安正博 ほか
- 着ぐるみ制作：開米プロ、安丸信行、高山良策 ほか